# Sáng Tạo 101
Sáng Tạo 101 (tiếng Trung: 创造101; bính âm: Chuàngzào Yīlíngyī) là một chương trình truyền hình trực tế sống còn của Trung Quốc dựa trên chương trình truyền hình Hàn Quốc Produce 101. Chương trình bắt đầu ghi hình từ ngày 21 tháng 3 năm 2018 và được phát sóng trên Tencent Video từ ngày 21 tháng 4 năm 2018.
Chương trình được đồng sản xuất bởi 7-D Vision và Tencent Penguin Pictures, theo bản quyền được cấp phép từ CJ E&M vào tháng 11 năm 2017. Đêm chung kết diễn ra vào ngày 23 tháng 6 năm 2018 đã chọn ra 11 người xuất sắc nhất để thành lập nhóm nhạc nữ Hỏa tiễn Thiếu nữ 101, hoạt động trong vòng hai năm.

## Bối cảnh
Kể từ sau sự thành công của Super Girl, chưa có một chương trình nào khác tại Trung Quốc tạo ra sức hút mạnh mẽ đối với khán giả theo cách tương tự. Bên cạnh đó, đã có rất nhiều chương trình nói về sự nghiệp của nhiều ca sĩ solo tài năng, tuy nhiên vẫn còn thiếu vắng các nhóm nhạc nữ trên thế giới mang tiếng nói của Trung Quốc. Chương trình được hình thành nhằm mục đích tạo ra một "nhóm nhạc nữ mạnh nhất Trung Quốc" theo phong cách hoàn toàn mới, đại diện cho phụ nữ hiện đại và thu hút mọi giới tính của thế hệ mới.
Không giống như phiên bản gốc, Sáng tạo 101 đưa ra nhiều luật lệ và thử thách khác nhau. Trong tập 2, bốn thực tập sinh mới tham gia cuộc thi, nâng tổng số lên 105 thí sinh; sau đó trực tiếp loại trừ bốn thực tập sinh ở lớp F để đưa về con số 101. Ngoài ra, chương trình không có giáo viên hướng dẫn rap, thay vào đó là một giáo viên hướng dẫn mảng sáng tác.

## Các cố vấn
| Tên            | Vai trò              | Ghi chú                     |
| -------------- | -------------------- | --------------------------- |
| Hoàng Tử Thao  | Nhà sản xuất         | Cựu thành viên của nhóm EXO |
| Hồ Ngạn Bân    | Hướng dẫn sáng tác   |                             |
| Trương Kiệt    | Hướng dẫn thanh nhạc |                             |
| Trần Gia Hoa   | Hướng dẫn thanh nhạc | Thành viên của nhóm S.H.E   |
| La Chí Tường   | Hướng dẫn vũ đạo     |                             |
| Vương Nhất Bác | Hướng dẫn vũ đạo     | Thành viên của nhóm UNIQ    |

## Thí sinh
- Tự rời chương trình
- Thuộc Top 11
- Thực tập sinh được giữ lại tạm thời (Tập 4)

| Công ty quản lý                       | Tên                                                          | Quốc tịch               | Ngày sinh  | Lớp      | Lớp                 | Xếp hạng | Xếp hạng            | Xếp hạng            | Xếp hạng            | Xếp hạng            | Xếp hạng            | Xếp hạng            | Xếp hạng            | Xếp hạng            |
| Công ty quản lý                       | Tên                                                          | Quốc tịch               | Ngày sinh  | 1        | 2                   | E02      | E03                 | E04                 | E05                 | E06                 | E07                 | E08                 | E09                 | E10                 |
| Công ty quản lý                       | Thí sinh                                                     | Thí sinh                | Thí sinh   | Thí sinh | Thí sinh            | Thí sinh | Thí sinh            | Thí sinh            | Thí sinh            | Thí sinh            | Thí sinh            | Thí sinh            | Thí sinh            | Thí sinh            |
| ------------------------------------- | ------------------------------------------------------------ | ----------------------- | ---------- | -------- | ------------------- | -------- | ------------------- | ------------------- | ------------------- | ------------------- | ------------------- | ------------------- | ------------------- | ------------------- |
| Banana Culture Entertainment          | Cường Đông Nguyệt - Qiang Dongyue (强东玥) 1                 | Trung Quốc, Suzhou      | 31/3/1994  | A → B    | B                   | 2        | 5                   | 5                   | 7                   | 10                  | 10                  | 17                  | 20                  | 21                  |
| Banana Culture Entertainment          | Phó Tinh - Fu Jing (傅菁) 1                                  | Trung Quốc              | 29/6/1995  | B        | A                   | 8        | 8                   | 10                  | 9                   | 9                   | 9                   | 12                  | 12                  | 10                  |
| Banana Culture Entertainment          | Vương Diệc Nhiên - Wang Yiran (王亦然) 1                     | Trung Quốc, Suzhou      | 22/4/1998  | B        | B                   | 81       | 83                  | 83                  | Đã loại             | Đã loại             | Đã loại             | Đã loại             | Đã loại             | Đã loại             |
| Banana Culture Entertainment          | Lưu Ni Di - Liu Niyi (刘尼夷) 1                              | Trung Quốc              | 22/4/1998  | C        | C                   | 77       | 85                  | 88                  | Đã loại             | Đã loại             | Đã loại             | Đã loại             | Đã loại             | Đã loại             |
| Banana Culture Entertainment          | Vương Mạn Quân - Wang Manjun (王曼君) 1                      | Trung Quốc, Nam Kinh    | 6/3/1990   | C        | D                   | 96       | 96                  | 96                  | Đã loại             | Đã loại             | Đã loại             | Đã loại             | Đã loại             | Đã loại             |
| Yuehua Entertainment                  | Mạnh Mỹ Kỳ - Meng Meiqi (孟美岐) 2                           | Trung Quốc, Luoyang     | 15/10/1998 | A        | A                   | 16       | 6                   | 4                   | 1                   | 1                   | 1                   | 1                   | 1                   | 1                   |
| Yuehua Entertainment                  | Ngô Tuyên Nghi - Wu Xuanyi (吴宣仪) 2                        | Trung Quốc, Hải Nam     | 26/1/1995  | A → B    | A                   | 5        | 1                   | 1                   | 2                   | 3                   | 3                   | 3                   | 3                   | 2                   |
| Yuehua Entertainment                  | Shao XiMengNa (邵西蒙娜) (Mena)                              | Tây Ban Nha             | 12/5/2000  | B        | B                   | 52       | 69                  | 40                  | 51                  | 51                  | Đã loại             | Đã loại             | Đã loại             | Đã loại             |
| Yuehua Entertainment                  | Giang Cảnh Nhi - Jiang Jinger (江璟儿)                       | Trung Quốc, Triết Giang | 18/1/1993  | C        | B                   | 40       | 40                  | 52                  | 41                  | 46                  | Đã loại             | Đã loại             | Đã loại             | Đã loại             |
| Yuehua Entertainment                  | Trương Khê - Zhang Xi (张溪)                                 | Trung Quốc, Phúc Kiến   | 27/10/1995 | B        | B                   | 42       | 43                  | 42                  | 48                  | 50                  | Đã loại             | Đã loại             | Đã loại             | Đã loại             |
| Yuehua Entertainment                  | Phan Quân Nhã - Pan Junya (潘珺雅)                           | Trung Quốc              | 3/12/2001  | C        | C                   | 63       | 72                  | 76                  | Đã loại             | Đã loại             | Đã loại             | Đã loại             | Đã loại             | Đã loại             |
| Yuehua Entertainment                  | Dương Nhụy Hàm - Yang Ruihan (杨蕊菡)                        | Trung Quốc, Trùng Khánh | 1/1/1996   | C        | B                   | 83       | 79                  | 68                  | Đã loại             | Đã loại             | Đã loại             | Đã loại             | Đã loại             | Đã loại             |
| Mavericks Entertainment               | Trương Tử Ninh - Zhang Zining (张紫宁) 3                     | Trung Quốc              | 3/9/1996   | A        | A                   | 47       | 23                  | 18                  | 5                   | 5                   | 7                   | 10                  | 8                   | 7                   |
| Mavericks Entertainment               | Vương Nguyệt - Blair Yue (王玥) 3                            | Trung Quốc              | 30/10/1998 | C        | D                   | 51       | 60                  | 74                  | Đã loại             | Đã loại             | Đã loại             | Đã loại             | Đã loại             | Đã loại             |
| Mavericks Entertainment               | Trương Nhuế Manh - Zhang Ruimeng (张芮萌) 3                  | Trung Quốc              | 16/7/1997  | D        | F                   | 29       | 61                  | 79                  | Đã loại             | Đã loại             | Đã loại             | Đã loại             | Đã loại             | Đã loại             |
| OACA                                  | Lý Tử Tuyền - Li Zixuan (李子璇)                             | Trung Quốc              | 7/5/1995   | B        | A                   | 12       | 10                  | 9                   | 10                  | 13                  | 13                  | 23                  | 17                  | 12                  |
| OACA                                  | Lâm Quân Di - Lin Junyi (林君怡)                             | Trung Quốc              | 14/6/1997  | A        | B                   | 46       | 56                  | 71                  | Đã loại             | Đã loại             | Đã loại             | Đã loại             | Đã loại             | Đã loại             |
| OACA                                  | Nghê Thu Vân - Ni Qiuyun (倪秋云)                            | Trung Quốc              | -----      | B        | C                   | 65       | 58                  | 67                  | Đã loại             | Đã loại             | Đã loại             | Đã loại             | Đã loại             | Đã loại             |
| Super Jet Entertainment               | Chu Thiên Thiên - Zhu Tiantian (朱天天)                      | Trung Quốc              | 6/11/1996  | B        | F                   | 90       | 88                  | 35                  | 45                  | 40                  | Đã loại             | Đã loại             | Đã loại             | Đã loại             |
| Super Jet Entertainment               | Lưu Đức Hy - Liu Dexi (刘德熙)                               | Trung Quốc              | 21/11/1995 | A → B    | C                   | 37       | 74                  | 53                  | 57                  | 53                  | Đã loại             | Đã loại             | Đã loại             | Đã loại             |
| Emperor Entertainment Group           | Hứa Tĩnh Vận - Xu Jingyun (许靖韵)                           | Trung Quốc, Hong Kong   | 5/5/1993   | A        | C                   | 32       | 36                  | 54                  | 23                  | 28                  | 31                  | 20                  | 22                  | 19                  |
| Huayi Brothers                        | Thích Nghiên Địch - Qi Yandi (戚砚笛)                        | Trung Quốc              | 20/5/1995  | B        | C                   | 55       | 45                  | 27                  | 19                  | 17                  | 17                  | 18                  | 15                  | 18                  |
| HIM International Music               | Ngô Quân Đình - Wu Yunting (吴昀廷) 4                        | Đài Loan                | 7/1/1990   | D        | D                   | 94       | 95                  | 95                  | Đã loại             | Đã loại             | Đã loại             | Đã loại             | Đã loại             | Đã loại             |
| HIM International Music               | Lưu Vũ San - Liu Yushan (刘宇珊) 4                           | Đài Loan                | 8/6/1991   | F        | D                   | 84       | 86                  | 85                  | Đã loại             | Đã loại             | Đã loại             | Đã loại             | Đã loại             | Đã loại             |
| C.Y.Studio                            | Lâm Gia An - Lin Jiaan (林珈安) 4                            | Đài Loan                | 13/12/1990 | C        | B                   | 62       | 62                  | 72                  | Đã loại             | Đã loại             | Đã loại             | Đã loại             | Đã loại             | Đã loại             |
| Wenlan Culture                        | Dương Siêu Việt - Yang Chaoyue (杨超越)                      | Trung Quốc              | 31/7/1998  | C        | F                   | 4        | 3                   | 3                   | 4                   | 2                   | 2                   | 9                   | 7                   | 3                   |
| Wenlan Culture                        | Dương Mỹ Linh - Yang Meiling (杨美玲)                        | Trung Quốc, Wuxi        | 21/3/1998  | D        | F                   | 75       | 84                  | 87                  | Đã loại             | Đã loại             | Đã loại             | Đã loại             | Đã loại             | Đã loại             |
| Wenlan Culture                        | Dương Mỹ Kỳ - Yang Meiqi (杨美琪)                            | Trung Quốc, Wuxi        | 21/3/1998  | F        | D                   | 54       | 55                  | 69                  | Đã loại             | Đã loại             | Đã loại             | Đã loại             | Đã loại             | Đã loại             |
| Wenlan Culture                        | Triệu Linh - Zhao Ling (赵羚)                                | Trung Quốc, Shanghai    | 21/2/1991  | F        | Đã loại             | 98       | Đã loại             | Đã loại             | Đã loại             | Đã loại             | Đã loại             | Đã loại             | Đã loại             | Đã loại             |
| T-Trainee Culture                     | Ngô Ánh Hương - Wu Yingxiang (吴映香)                        | Brasil                  | 21/11/1999 | A        | B                   | 14       | 16                  | 17                  | 29                  | 25                  | 26                  | 26                  | 19                  | 22                  |
| MOMO Limited                          | Trương Hâm Lỗi - Zhang Xinlei (张鑫磊) 4                     | Trung Quốc              | 20/1/1993  | F        | F                   | 57       | 65                  | 56                  | Đã loại             | Đã loại             | Đã loại             | Đã loại             | Đã loại             | Đã loại             |
| Huakai Banxia Culture                 | Trương Sở Hàn - Zhang Chuhan (张楚寒) 5                      | Trung Quốc, Hồ Bắc      | 19/1/1996  | F        | C                   | 31       | 57                  | 48                  | 52                  | 56                  | Đã loại             | Đã loại             | Đã loại             | Đã loại             |
| Huakai Banxia Culture                 | Khương Ngạn Tịch - Jiang Yanxi (姜彦汐) 5                    | Trung Quốc              | 28/11/1993 | D        | D                   | 80       | 87                  | 58                  | Đã loại             | Đã loại             | Đã loại             | Đã loại             | Đã loại             | Đã loại             |
| Huakai Banxia Culture                 | Trương Tân Khiết - Zhang Xinjie (张新洁) 5                   | Trung Quốc              | 8/8/1994   | D        | F                   | 79       | 82                  | 65                  | Đã loại             | Đã loại             | Đã loại             | Đã loại             | Đã loại             | Đã loại             |
| Huakai Banxia Culture                 | Ngô Tiểu Huyên - Wu Xiaoxuan (吴小萱) 5                      | Trung Quốc, Hồ Bắc      | 10/7/1999  | F        | D                   | 88       | 51                  | 61                  | Đã loại             | Đã loại             | Đã loại             | Đã loại             | Đã loại             | Đã loại             |
| Universal Music Taiwan (Record label) | Trần Phương Ngữ - Kimberley Chen (陈芳语) 6                  | Úc                      | 23/5/1994  | A        | B                   | 7        | 13                  | 8                   | 17                  | 21                  | 19                  | 24                  | 26                  | Đã loại             |
| Rhonin Studio                         | Trương Du Văn - Zhang Yuwen (张瑜纹)                         | Trung Quốc              | 31/1/1994  | B        | D                   | 99       | 98                  | 97                  | Đã loại             | Đã loại             | Đã loại             | Đã loại             | Đã loại             | Đã loại             |
| Rhonin Studio                         | Lưu Giai Oánh - Liu Jiaying (刘佳莹)                         | Trung Quốc, Shanghai    | 14/7/1995  | D        | C                   | 87       | 92                  | 94                  | Đã loại             | Đã loại             | Đã loại             | Đã loại             | Đã loại             | Đã loại             |
| Mango Entertainment                   | Lữ Tiểu Vũ - Lu Xiaoyu (吕小雨)                              | Trung Quốc              | 4/7/2000   | A        | A                   | 35       | 20                  | 19                  | 20                  | 22                  | 20                  | 22                  | 16                  | 20                  |
| Lajin Media                           | Vương Giác Manh - Wang Juemeng (王珏萌)                      | Trung Quốc              | 16/10/1994 | C        | D                   | 100      | 99                  | 99                  | Đã loại             | Đã loại             | Đã loại             | Đã loại             | Đã loại             | Đã loại             |
| Lajin Media                           | Trương Hinh Nguyệt - Zhang Xinyue (张馨月)                   | Trung Quốc              | 24/8/1996  | B        | D                   | 36       | 47                  | 64                  | Đã loại             | Đã loại             | Đã loại             | Đã loại             | Đã loại             | Đã loại             |
| Qigu Culture                          | Hứa Thi Nhân - Xu Shiyin (许诗茵) 7                          | Trung Quốc, Guangzhou   | 3/2/1995   | D        | F                   | 72       | 76                  | 75                  | Đã loại             | Đã loại             | Đã loại             | Đã loại             | Đã loại             | Đã loại             |
| Qigu Culture                          | Tưởng Thân - Jiang Shen (蒋申) 7                             | Trung Quốc, Shanghai    | 30/8/1997  | C        | C                   | 56       | 46                  | 59                  | 38                  | 26                  | 25                  | 22                  | 23                  | Đã loại             |
| Qigu Culture                          | Lại Mỹ Vân - Lai Meiyun (赖美云) 7                           | Trung Quốc, Shenzhen    | 7/7/1998   | B        | B                   | 18       | 17                  | 16                  | 12                  | 14                  | 14                  | 7                   | 9                   | 6                   |
| K-L Entertainment                     | Triệu Nghiêu Kha - Zhao Yaoke (赵尧珂)                       | Trung Quốc, Thành Đô    | 19/2/1995  | F        | D                   | 17       | 12                  | 12                  | 18                  | 18                  | 18                  | 19                  | 24                  | Đã loại             |
| K-L Entertainment                     | Sunnee Yang Yunqing (楊芸晴) Dương Vân Tình 17 เกวลิน บุญศรัทธา | Thái Lan                | 28/9/1996  | A        | B                   | 6        | 7                   | 7                   | 8                   | 7                   | 8                   | 11                  | 11                  | 8                   |
| K-L Entertainment                     | Vương Tình - Wang Qing (王晴)                                | Trung Quốc              | 12/3/1997  | B        | C                   | 9        | 9                   | 13                  | 27                  | 33                  | Đã loại             | Đã loại             | Đã loại             | Đã loại             |
| K-L Entertainment                     | Vu Mỹ Hồng - Yu Meihong (于美红)                             | Trung Quốc              | 29/3/1999  | C        | F                   | 25       | 28                  | 30                  | 30                  | 39                  | Đã loại             | Đã loại             | Đã loại             | Đã loại             |
| K-L Entertainment                     | Trần Doanh Yến - Lucia Chen (陈盈燕) 17                      | Đài Loan                | 26/2/1996  | C        | D                   | 34       | 44                  | 57                  | Đã loại             | Đã loại             | Đã loại             | Đã loại             | Đã loại             | Đã loại             |
| K-L Entertainment                     | Trịnh Thừa Thừa - Zheng Chengcheng (郑丞丞)                  | Trung Quốc, Shandong    | 22/11/1998 | C        | F                   | 93       | Tự rời chương trình | Tự rời chương trình | Tự rời chương trình | Tự rời chương trình | Tự rời chương trình | Tự rời chương trình | Tự rời chương trình | Tự rời chương trình |
| AKB48-CHINA                           | Lưu Niệm - Liu Nian (刘念)                                   | Trung Quốc, Hà Nam      | 2/2/2001   | C        | F                   | 61       | 48                  | 63                  | 47                  | 41                  | Đã loại             | Đã loại             | Đã loại             | Đã loại             |
| AKB48-CHINA                           | Mao Duy Gia - Mao Weijia (毛唯嘉)                            | Trung Quốc, Shanghai    | 16/3/1995  | D        | D                   | 64       | 59                  | 70                  | Đã loại             | Đã loại             | Đã loại             | Đã loại             | Đã loại             | Đã loại             |
| YY Media                              | Lưu Tư Tiêm - Iu Siqian (刘思䊹)                             | Trung Quốc, Giang Tây   | 15/9/1994  | D        | D                   | 76       | 41                  | 34                  | 50                  | 52                  | Đã loại             | Đã loại             | Đã loại             | Đã loại             |
| YY Media                              | Ngô Thiến - Wu Qian (吴茜)                                   | Trung Quốc, Bắc Kinh    | 14/8/1997  | D        | C                   | 74       | 78                  | 51                  | 54                  | 57                  | Đã loại             | Đã loại             | Đã loại             | Đã loại             |
| YY Media                              | Phạm Vy - Fan Wei (范薇)                                     | Trung Quốc, Liaoning    | 13/8/1995  | C        | C                   | 22       | 24                  | 26                  | 24                  | 30                  | 33                  | 28                  | 28                  | Đã loại             |
| YY Media                              | Hướng Du Tinh - Xiang Yuxing (向俞星)                        | Trung Quốc, Bắc Kinh    | 5/6/2001   | C        | F                   | 30       | 64                  | 46                  | 56                  | 58                  | Đã loại             | Đã loại             | Đã loại             | Đã loại             |
| YY Media                              | Trần Di Phàm - Chen Yifan (陈怡凡)                           | Trung Quốc, Fuzhou      | 16/6/1998  | D        | D                   | 66       | 70                  | 81                  | Đã loại             | Đã loại             | Đã loại             | Đã loại             | Đã loại             | Đã loại             |
| Sanmei Entertainment                  | Tiêu Mạn Đình - Jiao Manting (焦曼婷)                        | Đài Loan                | 5/9/1995   | F        | D                   | 19       | 19                  | 24                  | 28                  | 20                  | 22                  | 33                  | 35                  | Đã loại             |
| Zhiyi Media                           | Nhậm Chân - Ren Zhen (任真) 9                                | Trung Quốc, Shandong    | 19/10/1995 | D        | D                   | 73       | 63                  | 66                  | Đã loại             | Đã loại             | Đã loại             | Đã loại             | Đã loại             | Đã loại             |
| Zhiyi Media                           | Hồ Duyệt Nhi - Hu Yueer (胡悦儿) 9                           | Trung Quốc, Shanghai    | 1/6/1997   | D        | D                   | 67       | 68                  | 78                  | Đã loại             | Đã loại             | Đã loại             | Đã loại             | Đã loại             | Đã loại             |
| Dream Entertainment                   | Cúc Lân - Ju Lin (菊麟)                                      | Trung Quốc              | 11/1/1995  | D        | F                   | 71       | 81                  | 50                  | 42                  | 45                  | Đã loại             | Đã loại             | Đã loại             | Đã loại             |
| Dream Entertainment                   | Thiệu Hạ - Shao Xia (邵夏)                                   | Trung Quốc, Shanghai    | 11/1/1995  | F        | C                   | 92       | 80                  | 73                  | Đã loại             | Đã loại             | Đã loại             | Đã loại             | Đã loại             | Đã loại             |
| Checkmate Entertainment               | Dương Hàm - Yang Han (杨晗)                                  | Trung Quốc              | 3/6/1995   | C        | B                   | 89       | 93                  | 93                  | Đã loại             | Đã loại             | Đã loại             | Đã loại             | Đã loại             | Đã loại             |
| Checkmate Entertainment               | Lý Thiên Vận - Li Tianyun (李天韻) 10 11                     | Trung Quốc, Shandong    | 28/5/1998  | D        | D                   | 43       | 67                  | 80                  | Đã loại             | Đã loại             | Đã loại             | Đã loại             | Đã loại             | Đã loại             |
| Z-Cherry Culture                      | Dương Băng - Yang Bing (杨冰)                                | Trung Quốc              | 30/12/1995 | D        | F                   | 26       | 54                  | 55                  | 49                  | 48                  | Đã loại             | Đã loại             | Đã loại             | Đã loại             |
| Z-Cherry Culture                      | Trần Ngữ Yên - Chen Yuyan (陈语嫣)                           | Trung Quốc              | 14/7/2000  | C        | B                   | 41       | 71                  | 82                  | Đã loại             | Đã loại             | Đã loại             | Đã loại             | Đã loại             | Đã loại             |
| Z-Cherry Culture                      | Hạ Thi Khiết - Xia Shijie (夏诗洁)                           | Trung Quốc              | 9/8/1997   | F        | C                   | 48       | 75                  | 84                  | Đã loại             | Đã loại             | Đã loại             | Đã loại             | Đã loại             | Đã loại             |
| Poodoo Entertainment                  | Vương Đình - Wang Ting (王婷) 12                             | Trung Quốc              | 20/3/1996  | F        | B                   | 50       | 52                  | 45                  | 31                  | 43                  | 34                  | 32                  | 31                  | Đã loại             |
| Poodoo Entertainment                  | Câu Tuyết Oánh - Gou Xueying (勾雪莹) 12                     | Trung Quốc              | 10/5/1997  | D        | D                   | 69       | 66                  | 47                  | 40                  | 47                  | Đã loại             | Đã loại             | Đã loại             | Đã loại             |
| Long WuTian Culture                   | Đoàn Áo Quyên - Duan Aojuan (段奥娟)                         | Trung Quốc              | 26/12/2000 | B        | C                   | 3        | 4                   | 6                   | 6                   | 8                   | 5                   | 4                   | 5                   | 4                   |
| Zimei Tao Culture                     | Cao Thu Tử - Gao Qiuzi (高秋梓) 13                           | Trung Quốc, Wuhan       | 28/4/1998  | D        | D                   | 21       | 18                  | 20                  | 13                  | 11                  | 11                  | 8                   | 10                  | 16                  |
| Zimei Tao Culture                     | Hàn Đan - Han Dan (韩丹) 13                                  | Trung Quốc, Wuhan       | 23/1/1994  | D        | D                   | 91       | 89                  | 89                  | Đã loại             | Đã loại             | Đã loại             | Đã loại             | Đã loại             | Đã loại             |
| Zimei Tao Culture                     | Từ Mộng Khiết - Xu Mengjie (徐梦洁) 13                       | Trung Quốc, Triết Giang | 19/6/1994  | C        | C                   | 13       | 15                  | 15                  | 16                  | 16                  | 16                  | 15                  | 16                  | 11                  |
| ETM Academy                           | La Dịch Giai - Luo Yijia (罗奕佳) 14                         | Trung Quốc              | 30/4/1998  | B        | B                   | 44       | 27                  | 23                  | 36                  | 31                  | 32                  | 36                  | 36                  | Đã loại             |
| ETM Academy                           | Tô Nhuế Kỳ - Su Ruiqi (苏芮琪) 14                            | Trung Quốc              | 20/8/2000  | C        | B                   | 78       | 29                  | 28                  | 39                  | 29                  | 29                  | 21                  | 25                  | Đã loại             |
| ETM Academy                           | Lưu Nhân Ngữ - Liu Renyu (刘人语) 14                         | Trung Quốc              | 10/10/2001 | A        | A                   | 24       | 22                  | 22                  | 14                  | 15                  | 15                  | 14                  | 13                  | 13                  |
| ETM Academy                           | Mã Hưng Ngọc - Ma Xingyu (马兴钰) 14                         | Trung Quốc              | 30/8/2002  | D        | F                   | 28       | 25                  | 25                  | 58                  | 55                  | Đã loại             | Đã loại             | Đã loại             | Đã loại             |
| ETM Academy                           | Trương Tĩnh Huyên - Zhang Jingxuan (张静萱) 14               | Trung Quốc              | 17/4/2002  | D        | F                   | 95       | 53                  | 62                  | Đã loại             | Đã loại             | Đã loại             | Đã loại             | Đã loại             | Đã loại             |
| ETM Academy                           | Vương Nhã Lẫm - Wang Yalin (王雅凛) 14                       | Trung Quốc              | 9/10/1995  | C        | D                   | 85       | 73                  | 77                  | Đã loại             | Đã loại             | Đã loại             | Đã loại             | Đã loại             | Đã loại             |
| ETM Academy                           | Nhan Khả Hân - Yan Kexin (颜可欣) 14                         | Trung Quốc              | 18/11/1999 | C        | D                   | 97       | 97                  | 98                  | Đã loại             | Đã loại             | Đã loại             | Đã loại             | Đã loại             | Đã loại             |
| Rongyi Culture                        | Châu Tuyết - Zhou Xue (周雪) 15                              | Trung Quốc, Giang Tây   | 30/11/1998 | F        | C                   | 53       | 49                  | 60                  | Đã loại             | Đã loại             | Đã loại             | Đã loại             | Đã loại             | Đã loại             |
| Ivy Culture                           | Lộc Tiểu Thảo - Lu Xiaocao (鹿小草)                          | Trung Quốc              | 4/10/1999  | D        | F                   | 27       | 32                  | 36                  | 21                  | 23                  | 28                  | 30                  | 32                  | Đã loại             |
| JC Universe Entertainment             | La Di Điềm - Luo Yitian (罗怡恬)                             | Trung Quốc              | 17/8/1998  | C        | C                   | 60       | 38                  | 37                  | 33                  | 27                  | 30                  | 35                  | 34                  | Đã loại             |
| JC Universe Entertainment             | Đỗ Kim Vũ - Du Jinyu (杜金雨)                                | Trung Quốc              | 9/11/2002  | C        | C                   | 59       | 37                  | 44                  | 46                  | 38                  | Đã loại             | Đã loại             | Đã loại             | Đã loại             |
| JC Universe Entertainment             | Ngụy Cẩn - Wei Jin (魏瑾)                                    | Trung Quốc              | 12/3/1995  | A → B    | B                   | 39       | 30                  | 32                  | 32                  | 32                  | 27                  | 31                  | 30                  | Đã loại             |
| JC Universe Entertainment             | Sửu Sửu - Chou Chou (丑丑)                                   | Trung Quốc              | 15/7       | A → B    | B                   | 58       | 42                  | 43                  | 37                  | 44                  | Đã loại             | Đã loại             | Đã loại             | Đã loại             |
| JC Universe Entertainment             | Yamy (郭颖) Quách Dĩnh                                       | Trung Quốc              | 7/10/1991  | A        | A                   | 1        | 2                   | 2                   | 3                   | 4                   | 4                   | 6                   | 4                   | 5                   |
| JC Universe Entertainment             | La Trí Nghi - Luo Zhiyi (罗智仪)                             | Trung Quốc              | 11/8/1998  | B        | B                   | 70       | 39                  | 41                  | 44                  | 49                  | Đã loại             | Đã loại             | Đã loại             | Đã loại             |
| Huanri Shiji Culture                  | Khâu Lộ Tình - Qiu Luqing (邱路晴)                           | Trung Quốc              | 28/7/1991  | D        | F                   | 101      | 101                 | 101                 | Đã loại             | Đã loại             | Đã loại             | Đã loại             | Đã loại             | Đã loại             |
| Huanri Shiji Culture                  | Duẫn Nhu Ý - Yin Rouyi (尹柔懿)                              | Trung Quốc              | 28/12/1991 | D        | F                   | 86       | 90                  | 91                  | Đã loại             | Đã loại             | Đã loại             | Đã loại             | Đã loại             | Đã loại             |
| Huanri Shiji Culture                  | Chu Giai Hy - Zhu Jiaxi (朱佳希) (JC)                        | Trung Quốc              | 8/3/1991   | D        | D                   | 49       | 77                  | 86                  | Đã loại             | Đã loại             | Đã loại             | Đã loại             | Đã loại             | Đã loại             |
| Huaying Yixing                        | Lý Tử Đình - Li Ziting (李紫婷) พร้อมวิไล หลี่ศิริโรจน์             | Thái Lan                | 20/1/2000  | A → B    | A                   | 11       | 11                  | 11                  | 11                  | 6                   | 6                   | 5                   | 6                   | 9                   |
| DongLun Media                         | Vương Mạc Hàm - Wang Mohan (王莫涵)                          | Trung Quốc              | 14/10/1995 | D        | C                   | 33       | 35                  | 49                  | 25                  | 19                  | 21                  | 29                  | 29                  | Đã loại             |
| JOY Entertainment                     | Trần Ý Hàm - Chen Yihan (陈意涵)                             | Trung Quốc              | 17/10/1997 | C        | F                   | 20       | 26                  | 31                  | 35                  | 37                  | 35                  | 25                  | 21                  | 14                  |
| JXJY Culture                          | Doãn Nhụy - Yin Rui (尹蕊)                                   | Trung Quốc, Trùng Khánh | 16/11/2002 | F        | C                   | 45       | 50                  | 39                  | 53                  | 54                  | Đã loại             | Đã loại             | Đã loại             | Đã loại             |
| Thực tập sinh tự do                   | Cát Giai Tuệ - Ge Jiahui (葛佳慧) 8                          | Trung Quốc, Nam Kinh    | 1/8/1995   | D        | C                   | 10       | 14                  | 14                  | 34                  | 42                  | Đã loại             | Đã loại             | Đã loại             | Đã loại             |
| Thực tập sinh tự do                   | Vương Cúc - Wang Ju (王菊) 18                                | Trung Quốc              | 1/9/1992   | C        | C                   | D.N.A    | 94                  | 90                  | 55                  | 36                  | 23                  | 2                   | 2                   | 15                  |
| Thực tập sinh tự do                   | La Thiên Thư - Luo Tianshu (罗天舒)                          | Trung Quốc              | -----      | C        | C                   | 82       | 91                  | 92                  | Đã loại             | Đã loại             | Đã loại             | Đã loại             | Đã loại             | Đã loại             |
| ReDu Music                            | Lưu Đan Manh - Liu DanMeng (刘丹萌)                          | Trung Quốc, Hà Bắc      | 19/7/1991  | A → B    | B                   | 38       | 34                  | 38                  | 43                  | 34                  | 36                  | 34                  | 33                  | Đã loại             |
| SMG Model Management                  | Dương Tư Oánh - Yang SiYing (杨斯莹)                         | Trung Quốc              | Đã loại    | Đã loại  | Đã loại             | Đã loại  | Đã loại             | Đã loại             | Đã loại             | Đã loại             | Đã loại             | Đã loại             | Đã loại             | Đã loại             |
| SDT Entertainment                     | Chương Phiên Phiên - Zhang PianPian (章翩翩)                 | Trung Quốc              | Đã loại    | Đã loại  | Đã loại             | Đã loại  | Đã loại             | Đã loại             | Đã loại             | Đã loại             | Đã loại             | Đã loại             | Đã loại             | Đã loại             |
| SDT Entertainment                     | Thư Mông - Shu Meng (舒濛)                                   | Trung Quốc              | Đã loại    | Đã loại  | Đã loại             | Đã loại  | Đã loại             | Đã loại             | Đã loại             | Đã loại             | Đã loại             | Đã loại             | Đã loại             | Đã loại             |
| SDT Entertainment                     | Cao Dĩnh Hy - Gao Yingxi (高颖浠) 18                         | Trung Quốc              | 8/11/2000  | C        | A                   | D.N.A    | 31                  | 29                  | 15                  | 12                  | 12                  | 13                  | 13                  | 17                  |
| SDT Entertainment                     | Ngô Thiên Doanh - Wu Qianying (吴芊盈) 18                    | Trung Quốc              | 22/1/2001  | B        | A                   | D.N.A    | 33                  | 33                  | 22                  | 24                  | 24                  | 27                  | 27                  | Đã loại             |
| Esee Model Management                 | Nhiệt Y Na - Re Yina (热依娜) 18                             | Trung Quốc, Xinjiang    | 25/9/1990  | A        | F                   | D.N.A    | 21                  | 21                  | 26                  | 35                  | Đã loại             | Đã loại             | Đã loại             | Đã loại             |
| Esee Model Management                 | Viên Hinh Di - Yuan XinYi (袁馨怡)                           | Trung Quốc              | Đã loại    | Đã loại  | Đã loại             | Đã loại  | Đã loại             | Đã loại             | Đã loại             | Đã loại             | Đã loại             | Đã loại             | Đã loại             | Đã loại             |
| Esee Model Management                 | Nghiêm Việt - Yan Yue (严越)                                 | Trung Quốc              | Đã loại    | Đã loại  | Đã loại             | Đã loại  | Đã loại             | Đã loại             | Đã loại             | Đã loại             | Đã loại             | Đã loại             | Đã loại             | Đã loại             |
| RealShow Entertainment                | Cindy 16                                                     | Trung Quốc              | 6/2/2000   | F        | Đã loại             | 15       | Đã loại             | Đã loại             | Đã loại             | Đã loại             | Đã loại             | Đã loại             | Đã loại             | Đã loại             |
| RealShow Entertainment                | Dora 16                                                      | Trung Quốc              | 16/6/2000  | F        | Đã loại             | 68       | Đã loại             | Đã loại             | Đã loại             | Đã loại             | Đã loại             | Đã loại             | Đã loại             | Đã loại             |
| RealShow Entertainment                | Abby 16                                                      | Trung Quốc              | 13/3/2000  | F        | Tự rời chương trình | 23       | Tự rời chương trình | Tự rời chương trình | Tự rời chương trình | Tự rời chương trình | Tự rời chương trình | Tự rời chương trình | Tự rời chương trình | Tự rời chương trình |

## Xếp hạng

### Top 11
| Hạng | Tập 2             | Tập 3             | Tập 4             | Tập 5                      | Tập 6             | Tập 7             | Tập 8           | Tập 9           | Tập 10          |
| ---- | ----------------- | ----------------- | ----------------- | -------------------------- | ----------------- | ----------------- | --------------- | --------------- | --------------- |
| 1    | Yamy              | Ngô Tuyên Nghi    | Ngô Tuyên Nghi    | Mạnh Mỹ Kỳ                 | Mạnh Mỹ Kỳ        | Mạnh Mỹ Kỳ        | Mạnh Mỹ Kỳ      | Mạnh Mỹ Kỳ      | Mạnh Mỹ Kỳ      |
| 2    | Cường Đông Nguyệt | Yamy              | Yamy              | Ngô Tuyên Nghi             | Dương Siêu Việt   | Dương Siêu Việt   | Vương Cúc       | Vương Cúc       | Ngô Tuyên Nghi  |
| 3    | Đoàn Áo Quyên     | Dương Siêu Việt   | Dương Siêu Việt   | Yamy                       | Ngô Tuyên Nghi    | Ngô Tuyên Nghi    | Ngô Tuyên Nghi  | Ngô Tuyên Nghi  | Dương Siêu Việt |
| 4    | Dương Siêu Việt   | Đoàn Áo Quyên     | Mạnh Mỹ Kỳ        | Dương Siêu Việt            | Yamy              | Yamy              | Đoàn Áo Quyên   | Yamy            | Đoàn Áo Quyên   |
| 5    | Ngô Tuyên Nghi    | Cường Đông Nguyệt | Cường Đông Nguyệt | Trương Tử Ninh             | Trương Tử Ninh    | Đoàn Áo Quyên     | Lý Tử Đình      | Đoàn Áo Quyên   | Yamy            |
| 6    | Sunnee            | Mạnh Mỹ Kỳ        | Đoàn Áo Quyên     | Đoàn Áo Quyên              | Lý Tử Đình        | Lý Tử Đình        | Yamy            | Lý Tử Đình      | Lại Mỹ Vân      |
| 7    | Trần Phương Ngữ   | Sunnee            | Sunnee            | Cường Đông Nguyệt (强东玥) | Sunnee            | Trương Tử Ninh    | Lại Mỹ Vân      | Dương Siêu Việt | Trương Tử Ninh  |
| 8    | Phó Tinh          | Phó Tinh          | Trần Phương Ngữ   | Sunnee                     | Đoàn Áo Quyên     | Sunnee            | Cao Thu Tử      | Dương Siêu Việt | Sunnee          |
| 9    | Vương Tình        | Vương Tình        | Lý Tử Tuyền       | Phó Tinh                   | Phó Tinh          | Phó Tinh          | Dương Siêu Việt | Lại Mỹ Vân      | Lý Tử Đình      |
| 10   | Cát Giai Tuệ      | Lý Tử Tuyền       | Phó Tinh          | Lý Tử Tuyền                | Cường Đông Nguyệt | Cường Đông Nguyệt | Trương Tử Ninh  | Cao Thu Tử      | Phó Tinh        |
| 11   | Lý Tử Đình        | Lý Tử Đình        | Lý Tử Đình        | Lý Tử Đình                 | Cao Thu Tử        | Cao Thu Tử        | Sunnee          | Sunnee          | Từ Mộng Khiết   |

### Kết quả chung cuộc
Mười một thực tập sinh sau đây đã nhận được nhiều bình chọn nhất từ khán giả trong đêm chung kết vào ngày 23 tháng 6 năm 2018 và chính thức ra mắt với tư cách là thành viên của nhóm nhạc Hỏa tiễn Thiếu nữ 101.
| Đội hình ra mắt chính thức | Đội hình ra mắt chính thức | Đội hình ra mắt chính thức | Đội hình ra mắt chính thức                   |
| #                          | Tên                        | Tổng số bình chọn          | Công ty                                      |
| -------------------------- | -------------------------- | -------------------------- | -------------------------------------------- |
| 1                          | Mạnh Mỹ Kỳ                 | 185.244.357                | YueHua Entertaiment / Starship Entertainment |
| 2                          | Ngô Tuyên Nghi             | 181.533.349                | YueHua Entertaiment / Starship Entertainment |
| 3                          | Dương Siêu Việt            | 138.560.781                | Wenlan Culture                               |
| 4                          | Đoàn Úc Quyên              | 110.325.869                | Long WuTian Culture                          |
| 5                          | Yamy                       | 108.780.982                | JC Universe Entertainment                    |
| 6                          | Lại Mỹ Vân                 | 107.771.558                | Qigu Culture                                 |
| 7                          | Trương Tử Ninh             | 107.630.613                | Mavericks Entertainment                      |
| 8                          | Sunnee                     | 106.536.863                | K-L Entertainment                            |
| 9                          | Lý Tử Đình                 | 86.063.212                 | Huaying Yixing                               |
| 10                         | Phó Tinh                   | 84.513.609                 | Banana Culture Entertainment                 |
| 11                         | Từ Mộng Khiết              | 83.772.852                 | Zimei Tao Culture                            |

## Nội dung chương trình

### Tập 1
- Các học viên được giới thiệu và được tự do chọn chỗ ngồi theo số thứ tự từ 1 đến 101.
- Sau khi phần biểu diễn kết thúc, nhà sản xuất và cố vấn sẽ đánh giá các học viên theo các cấp độ khác nhau (cao nhất là cấp độ A và thấp nhất là cấp độ F), nhưng chỉ có 11 vị trí trong cấp độ A. Nếu số lượng lớp A vượt quá 11, cố vấn sẽ chỉ định một số thành viên hiện tại của lớp A chuyển xuống lớp B; trong quá trình đó, các thành viên của lớp A có thể đề xuất một trận đối đầu với một học viên khác và người chiến thắng sẽ có chỗ trong lớp A.
- Việc chấm điểm không bị giới hạn bởi mỗi công ty. Mỗi học viên nhận được một mức điểm tương ứng theo khả năng của mình, và sau đó mỗi cấp độ sẽ được huấn luyện theo cách thức khác nhau.

| Giai đoạn đầu tiên                    | Giai đoạn đầu tiên                         | Giai đoạn đầu tiên               | Giai đoạn đầu tiên | Giai đoạn đầu tiên |
| Công ty                               | Ca khúc                                    | Bản gốc                          | Thành viên         | Hạng               |
| ------------------------------------- | ------------------------------------------ | -------------------------------- | ------------------ | ------------------ |
| DongLun Media                         | Giấy ghi chú tâm Nguyện                    | Nguyên Nhược Lam&Ngô Trung Minh  | Vương Mạc Hàm      | D                  |
| MOMO Limited                          | Giấy ghi chú tâm Nguyện                    | Nguyên Nhược Lam&Ngô Trung Minh  | Trương Hâm Lỗi     | F                  |
| Rongyi Culture                        | Giấy ghi chú tâm Nguyện                    | Nguyên Nhược Lam&Ngô Trung Minh  | Châu Tuyết         | F                  |
| Banana Culture Entertainment          | Hey MaMa                                   | David Guetta                     | Cường Đông Nguyệt  | A→B                |
| Banana Culture Entertainment          | Hey MaMa                                   | David Guetta                     | Lưu Ni Di          | C                  |
| Banana Culture Entertainment          | Hey MaMa                                   | David Guetta                     | Vương Mạn Quân     | C                  |
| Banana Culture Entertainment          | Hey MaMa                                   | David Guetta                     | Vương Diệc Nhiên   | B                  |
| Banana Culture Entertainment          | Hey MaMa                                   | David Guetta                     | Phó Tinh           | B                  |
| OACA                                  | I Feel Good, Cậu đang làm gì thế           | James Brown, Chu Bích Thạch      | Lý Tử Tuyền        | B                  |
| OACA                                  | I Feel Good, Cậu đang làm gì thế           | James Brown, Chu Bích Thạch      | Nghê Thu Vân       | B                  |
| OACA                                  | I Feel Good, Cậu đang làm gì thế           | James Brown, Chu Bích Thạch      | Lâm Quân Di        | A                  |
| Huakai Banxia Culture                 | Hương lúa, Trận chiến cuối cùng            | Châu Kiệt Luân                   | Ngô Tiểu Huyên     | F                  |
| Huakai Banxia Culture                 | Hương lúa, Trận chiến cuối cùng            | Châu Kiệt Luân                   | Trương Sở Hàn      | F                  |
| Huakai Banxia Culture                 | Hương lúa, Trận chiến cuối cùng            | Châu Kiệt Luân                   | Khương Ngạn Tịch   | D                  |
| Huakai Banxia Culture                 | Hương lúa, Trận chiến cuối cùng            | Châu Kiệt Luân                   | Trương Tân Khiết   | D                  |
| K-L Entertainment                     | Phổ thông disco                            | Lạc Thiên Y & Ngôn Hòa           | Sunnee             | A                  |
| K-L Entertainment                     | Phổ thông disco                            | Lạc Thiên Y & Ngôn Hòa           | Vương Tình         | B                  |
| K-L Entertainment                     | Phổ thông disco                            | Lạc Thiên Y & Ngôn Hòa           | Triệu Nghiêu Kha   | F                  |
| K-L Entertainment                     | Phổ thông disco                            | Lạc Thiên Y & Ngôn Hòa           | Vu Mỹ Hồng         | C                  |
| K-L Entertainment                     | Phổ thông disco                            | Lạc Thiên Y & Ngôn Hòa           | Trần Doanh Yến     | C                  |
| K-L Entertainment                     | Phổ thông disco                            | Lạc Thiên Y & Ngôn Hòa           | Trịnh Thừa Thừa    | C                  |
| Wenlan Culture                        | Chúc mừng                                  | Dương Thừa Lâm                   | Dương Siêu Việt    | C                  |
| Wenlan Culture                        | Chúc mừng                                  | Dương Thừa Lâm                   | Dương Mỹ Linh      | D                  |
| Wenlan Culture                        | Chúc mừng                                  | Dương Thừa Lâm                   | Dương Mỹ Kỳ        | F                  |
| Wenlan Culture                        | Chúc mừng                                  | Dương Thừa Lâm                   | Triệu Linh         | F                  |
| JXJY Culture                          | Ngọt ngào                                  | Châu Kiệt Luân                   | Doãn Nhụy          | F                  |
| Z-Cherry Culture                      | Flow                                       | Phương Đại Đồng, Vương Lực Hoành | Hạ Thi Khiết       | F                  |
| Z-Cherry Culture                      | Flow                                       | Phương Đại Đồng, Vương Lực Hoành | Dương Băng         | D                  |
| Z-Cherry Culture                      | Flow                                       | Phương Đại Đồng, Vương Lực Hoành | Trần Ngữ Yên       | C                  |
| Super Jet Entertainment               | Bóng Bay Tỏ Tình                           | Châu Kiệt Luân                   | Lưu Đức Hy         | A→B                |
| Super Jet Entertainment               | Bóng Bay Tỏ Tình                           | Châu Kiệt Luân                   | Chu Thiên Thiên    | B                  |
| Long WuTian Culture                   | Ngày xưa chậm rãi                          | Lưu Hồ Dật                       | Đoàn Áo Quyên      | B                  |
| YY Media                              | PLAY tao khinh                             | Thái Y Lâm                       | Hướng Du Tinh      | C                  |
| YY Media                              | PLAY tao khinh                             | Thái Y Lâm                       | Phạm Vy            | C                  |
| YY Media                              | PLAY tao khinh                             | Thái Y Lâm                       | Lưu Tư Tiêm        | D                  |
| YY Media                              | PLAY tao khinh                             | Thái Y Lâm                       | Trần Di Phàm       | D                  |
| YY Media                              | PLAY tao khinh                             | Thái Y Lâm                       | Ngô Thiến          | D                  |
| HIM International Music               | Rừng mưa nhiệt đới, Hôn đi khỏi giải thích | S.H.E, Hòa A Hiên                | Ngô Quân Đình      | D                  |
| HIM International Music               | Rừng mưa nhiệt đới, Hôn đi khỏi giải thích | S.H.E, Hòa A Hiên                | Lưu Vũ San         | F                  |
| Dream Entertainment                   | LOVE                                       | Tiêu Á Hiên                      | Thiệu Hạ           | F                  |
| Dream Entertainment                   | LOVE                                       | Tiêu Á Hiên                      | Cúc Lân            | D                  |
| Zimei Tao Culture                     | Tôi là nữ sinh                             | Từ Hoài Ngọc                     | Hàn Đan            | D                  |
| Zimei Tao Culture                     | Tôi là nữ sinh                             | Từ Hoài Ngọc                     | Cao Thu Tử         | D                  |
| Zimei Tao Culture                     | Tôi là nữ sinh                             | Từ Hoài Ngọc                     | Từ Mộng Khiết      | C                  |
| Huaying Yixing                        | Problem                                    | Ariana Grande, Iggy Azalea       | Lý Tử Đình         | A→B                |
| T-Trainee Culture                     | Problem                                    | Ariana Grande, Iggy Azalea       | Ngô Ánh Hương      | A                  |
| Universal Music Taiwan (Record label) | Problem                                    | Ariana Grande, Iggy Azalea       | Trần Phương Ngữ    | A                  |
| Emperor Entertainment Group           | When I Was Your Man                        | Bruno Mars                       | Hứa Tĩnh Vận       | A                  |
| ETM Academy                           | Phan Đóa Lạp                               | Trương Thiều Hàm                 | Lưu Nhân Ngữ       | A                  |
| ETM Academy                           | Phan Đóa Lạp                               | Trương Thiều Hàm                 | Trương Tĩnh Huyên  | D                  |
| ETM Academy                           | Phan Đóa Lạp                               | Trương Thiều Hàm                 | Mã Hưng Ngọc       | D                  |
| ETM Academy                           | Phan Đóa Lạp                               | Trương Thiều Hàm                 | La Dịch Giai       | B                  |
| ETM Academy                           | Phan Đóa Lạp                               | Trương Thiều Hàm                 | Tô Nhuế Manh       | C                  |
| ETM Academy                           | Phan Đóa Lạp                               | Trương Thiều Hàm                 | Vương Nhã Lẫm      | C                  |
| ETM Academy                           | Phan Đóa Lạp                               | Trương Thiều Hàm                 | Nhan Khả Hân       | C                  |
| JC Universe Entertainment             | Hương lúa, Ninja, Bản thảo cương mục       | Châu Kiệt Luân                   | Đỗ Kim Vũ          | C                  |
| JC Universe Entertainment             | Hương lúa, Ninja, Bản thảo cương mục       | Châu Kiệt Luân                   | La Di Điềm         | C                  |
| JC Universe Entertainment             | Hương lúa, Ninja, Bản thảo cương mục       | Châu Kiệt Luân                   | Yamy               | A                  |
| JC Universe Entertainment             | Hương lúa, Ninja, Bản thảo cương mục       | Châu Kiệt Luân                   | La Trí Nghi        | B                  |
| JC Universe Entertainment             | Hương lúa, Ninja, Bản thảo cương mục       | Châu Kiệt Luân                   | Sửu Sửu            | A→B                |
| JC Universe Entertainment             | Hương lúa, Ninja, Bản thảo cương mục       | Châu Kiệt Luân                   | Ngụy Cẩn           | A→B                |
| ReDu Music                            | Ngoan ngoãn cho ta                         | Mạnh Giai                        | Lưu Đan Manh       | A→B                |

### Tập 2
- Tiếp tục vấn đề trước đó, các thành viên đã được phân loại, và đào tạo hát và nhảy các bài hát.
- Sau khi chấm điểm tất cả các thành viên, bốn nhóm kickers đã biểu diễn. Các cố vấn đã chọn Cao Dĩnh Hy, Ngô Thiên Doanh, Nhiệt Y Na để thay thế ba thành viên của lớp F (vòng đầu tiên đã bị loại); Abby đã tự ý rời khỏi chương trình và Vương Cúc đã thay thế vị trí đó.
- Ký túc xá được phân bổ theo cấp bậc.
- Bắt đầu từ khi phát sóng, Trịnh Thừa Thừa đã xóa cổng bình chọn và rời đi.

| Giai đoạn thứ 2         | Giai đoạn thứ 2                 | Giai đoạn thứ 2              | Giai đoạn thứ 2    | Giai đoạn thứ 2 |
| Công ty                 | Ca khúc                         | Bản gốc                      | Thành viên         | Hạng            |
| ----------------------- | ------------------------------- | ---------------------------- | ------------------ | --------------- |
| JOY Entertainment       | Thay đổi chính mình             | Vương Lực Hoành              | Trần Ý Hàm         | C               |
| Thực tập sinh tự do     | Thay đổi chính mình             | Vương Lực Hoành              | Cát Giai Tuệ       | D               |
| Ivy Culture             | Thay đổi chính mình             | Vương Lực Hoành              | Lộc Tiểu Thảo      | D               |
| AKB48-CHINA             | Heavy Rotation                  | AKB48                        | Mao Duy Gia        | D               |
| AKB48-CHINA             | Heavy Rotation                  | AKB48                        | Lưu Niệm           | C               |
| Qigu Culture            | Hồng chiêu nguyện               | Âm Khuyết Thi Thính          | Tưởng Thân         | C               |
| Qigu Culture            | Hồng chiêu nguyện               | Âm Khuyết Thi Thính          | Hứa Thi Nhân       | D               |
| Qigu Culture            | Hồng chiêu nguyện               | Âm Khuyết Thi Thính          | Lại Mỹ Vân         | B               |
| Huayi Brothers          | 123 em yêu anh                  | Tân Nhạc Trần Phù            | Thích Nghiên Địch  | B               |
| Lajin Media             | Havana                          | Camila Cabello               | Trương Hinh Nguyệt | B               |
| Lajin Media             | Havana                          | Camila Cabello               | Vương Giác Manh    | C               |
| C.Y.Studio              | Nụ cười của anh                 | F. I. R. Phi Nhi Nhạc Đoàn   | Lâm Gia An         | C               |
| Thực tập sinh tự do     | Ca khúc dễ thương nhất thế giới | Đại Trương Vĩ                | La Thiên Thư       | C               |
| Mango Entertainment     | Ca khúc dễ thương nhất thế giới | Đại Trương Vĩ                | Lữ Tiểu Vũ         | A               |
| Mavericks Entertainment | Sùng bái vui vẻ                 | Phan Vỹ Bá, Trương Thiều Hàm | Trương Tử Ninh     | A               |
| Mavericks Entertainment | Sùng bái vui vẻ                 | Phan Vỹ Bá, Trương Thiều Hàm | Blair              | C               |
| Mavericks Entertainment | Sùng bái vui vẻ                 | Phan Vỹ Bá, Trương Thiều Hàm | Trương Nhuế Manh   | D               |
| Sanmei Entertainment    | Gần thêm chút nữa               | Lương Tâm Di                 | Tiêu Mạn Đình      | F               |
| RealShow Entertainment  | Rồng xanh nhỏ                   | Chu Vũ Ca                    | Abby               | F               |
| RealShow Entertainment  | Rồng xanh nhỏ                   | Chu Vũ Ca                    | Cindy              | F               |
| RealShow Entertainment  | Rồng xanh nhỏ                   | Chu Vũ Ca                    | Dora               | F               |
| Yuehua Entertainment    | Good-bye Baby                   | Miss A                       | Ngô Tuyên Nghi     | A→B             |
| Yuehua Entertainment    | Good-bye Baby                   | Miss A                       | Mạnh Mỹ Kỳ         | A               |
| Yuehua Entertainment    | Good-bye Baby                   | Miss A                       | Giang Cảnh Nhi     | C               |
| Yuehua Entertainment    | Good-bye Baby                   | Miss A                       | Dương Nhụy Hàm     | C               |
| Yuehua Entertainment    | Good-bye Baby                   | Miss A                       | Phan Quân Nhã      | C               |
| Yuehua Entertainment    | Good-bye Baby                   | Miss A                       | Mena               | B               |
| Yuehua Entertainment    | Good-bye Baby                   | Miss A                       | Trương Khê         | B               |

| Sân khấu giành ngôi   | Sân khấu giành ngôi | Sân khấu giành ngôi | Sân khấu giành ngôi | Sân khấu giành ngôi |
| Công ty               | Ca khúc             | Bản gốc             | Thành viên          | Hạng hoặc kết quả   |
| --------------------- | ------------------- | ------------------- | ------------------- | ------------------- |
| Thực tập sinh tự do   | Boom boom           | Iggy Azalea         | Vương Cúc           | C                   |
| SDT Entertainment     | Trò chơi dã man     | Thái Y Lâm          | Cao Dĩnh Hy         | C                   |
| SDT Entertainment     | Trò chơi dã man     | Thái Y Lâm          | Ngô Thiên Doanh     | B                   |
| SDT Entertainment     | Trò chơi dã man     | Thái Y Lâm          | Chương Phiên Phiên  | Giành ngôi thất bại |
| SDT Entertainment     | Trò chơi dã man     | Thái Y Lâm          | Thư Mông            | Giành ngôi thất bại |
| SMG Model Management  | Finesse             | Bruno Mars          | Dương Tư Oánh       | Giành ngôi thất bại |
| Esee Model Management | Diamonds            | Rihanna             | Viên Hinh Di        | Giành ngôi thất bại |
| Esee Model Management | Diamonds            | Rihanna             | Nghiêm Việt         | Giành ngôi thất bại |
| Esee Model Management | Diamonds            | Rihanna             | Nhiệt Y Na          | A                   |

| Kết quả các phần biểu diễn không được phát sóng | Kết quả các phần biểu diễn không được phát sóng | Kết quả các phần biểu diễn không được phát sóng | Kết quả các phần biểu diễn không được phát sóng | Kết quả các phần biểu diễn không được phát sóng |
| Công ty                                         | Ca khúc                                         | Bản gốc                                         | Thành viên                                      | Hạng                                            |
| ----------------------------------------------- | ----------------------------------------------- | ----------------------------------------------- | ----------------------------------------------- | ----------------------------------------------- |
| Poodoo Entertainment                            | Đao mã đán                                      | Lý Mân                                          | Vương Đình                                      | F                                               |
| Poodoo Entertainment                            | Đao mã đán                                      | Lý Mân                                          | Câu Tuyết Oánh                                  | D                                               |
| Checkmate Entertainment                         | Hãy nghe lời mẹ, Flashback                      | Châu Kiệt Luân, After School                    | Dương Hàm                                       | C                                               |
| Checkmate Entertainment                         | Hãy nghe lời mẹ, Flashback                      | Châu Kiệt Luân, After School                    | Lý Thiên Vận                                    | D                                               |
| Huanri Shiji Culture                            | Yêu như thủy triều                              | Trương Tín Triết                                | Duẫn Nhu Ý                                      | D                                               |
| Huanri Shiji Culture                            | Yêu như thủy triều                              | Trương Tín Triết                                | Khâu Lộ Tình                                    | D                                               |
| Huanri Shiji Culture                            | Yêu như thủy triều                              | Trương Tín Triết                                | JC                                              | D                                               |
| Zhiyi Media                                     | Nghệ thuật gia vĩ đại                           | Thái Y Lâm                                      | Nhậm Chân                                       | D                                               |
| Zhiyi Media                                     | Nghệ thuật gia vĩ đại                           | Thái Y Lâm                                      | Hồ Duyệt Nhi                                    | D                                               |
| Rhonin Studio                                   | Sweet sexy lover                                | PiA nhạc đoàn                                   | Lưu Giai Oánh                                   | D                                               |
| Rhonin Studio                                   | Sweet sexy lover                                | PiA nhạc đoàn                                   | Trương Du Văn                                   | B                                               |

| Xếp hạng tập 2 | Xếp hạng tập 2     | Xếp hạng tập 2                        |
| Hạng           | Thành viên         | Công ty                               |
| -------------- | ------------------ | ------------------------------------- |
| 1              | Yamy               | JC Universe Entertainment             |
| 2              | Cường Đông Nguyệt  | Banana Culture Entertainment          |
| 3              | Đoàn Áo Quyên      | Long WuTian Culture                   |
| 4              | Dương Siêu Việt    | Wenlan Culture                        |
| 5              | Ngô Tuyên Nghi     | Yuehua Entertaiment                   |
| 6              | Sunnee             | K-L Entertainment                     |
| 7              | Trần Phương Ngữ    | Universal Music Taiwan (Record label) |
| 8              | Phó Tinh           | Banana Culture Entertainment          |
| 9              | Vương Tình         | K-L Entertainment                     |
| 10             | Cát Giai Tuệ       | Thực tập sinh tự do                   |
| 11             | Lý Tử Đình         | Huaying Yixing                        |
| 12             | Lý Tử Tuyền        | OACA                                  |
| 13             | Từ Mộng Khiết      | Zimei Tao Culture                     |
| 14             | Ngô Ánh Hương      | T-Trainee Culture                     |
| 15             | Cindy              | RealShow Entertainment                |
| 16             | Mạnh Mỹ Kỳ         | Yuehua Entertaiment                   |
| 17             | Triệu Nghiêu Kha   | K-L Entertainment                     |
| 18             | Lại Mỹ Vân         | Qigu Culture                          |
| 19             | Tiêu Mạn Đình      | Sanmei Entertainment                  |
| 20             | Trần Ý Hàm         | JOY Entertainment                     |
| 21             | Cao Thu Tử         | Zimei Tao Culture                     |
| 22             | Phạm Vy            | YY Media                              |
| 23             | Abby               | RealShow Entertainment                |
| 24             | Lưu Nhân Ngữ       | ETM Academy                           |
| 25             | Vu Mỹ Hồng         | K-L Entertainment                     |
| 26             | Dương Băng         | Z-Cherry Culture                      |
| 27             | Lộc Tiểu Thảo      | Ivy Culture                           |
| 28             | Mã Hưng Ngọc       | ETM Academy                           |
| 29             | Trương Nhuế Manh   | Mavericks Entertainment               |
| 30             | Hướng Du Tình      | YY Media                              |
| 31             | Trương Sở Hàn      | Huakai Banxia Culture                 |
| 32             | Hứa Tĩnh Vận       | Emperor Entertainment Group           |
| 33             | Vương Mạc Hàm      | DongLun Media                         |
| 34             | Trần Doanh Yến     | K-L Entertainment                     |
| 35             | Lữ Tiểu Vũ         | Mango Entertainment                   |
| 36             | Trương Hinh Nguyệt | Lajin Media                           |
| 37             | Lưu Đức Hy         | Super Jet Entertainment               |
| 38             | Lưu Đan Manh       | ReDu Music                            |
| 39             | Ngụy Cẩn           | JC Universe Entertainment             |
| 40             | Giang Cảnh Nhi     | Yuehua Entertaiment                   |
| 41             | Trần Ngữ Yên       | Z-Cherry Culture                      |
| 42             | Trương Khê         | Yuehua Entertaiment                   |
| 43             | Lý Thiên Vận       | Checkmate Entertainment               |
| 44             | La Dịch Giai       | ETM Academy                           |
| 45             | Doãn Nhụy          | JXJY Culture                          |
| 46             | Lâm Quân Di        | OACA                                  |
| 47             | Trương Tử Ninh     | Mavericks Entertainment               |
| 48             | Hạ Thi Khiết       | Z-Cherry Culture                      |
| 49             | JC                 | Huanri Shiji Culture                  |
| 50             | Vương Đình         | Poodoo Entertainment                  |
| 51             | Blair              | Mavericks Entertainment               |
| 52             | Mena               | Yuehua Entertaiment                   |
| 53             | Châu Tuyết         | Rongyi Culture                        |
| 54             | Dương Mỹ Kỳ        | Wenlan Culture                        |
| 55             | Thích Nghiên Địch  | Huayi Brothers                        |
| 56             | Tưởng Thân         | Qigu Culture                          |
| 57             | Trương Hâm Lỗi     | MOMO Limited                          |
| 58             | Sửu Sửu            | JC Universe Entertainment             |
| 59             | Đỗ Kim Vũ          | JC Universe Entertainment             |
| 60             | La Di Điềm         | JC Universe Entertainment             |
| 61             | Lưu Niệm           | AKB48-China                           |
| 62             | Lâm Gia An         | C.Y.Studio                            |
| 63             | Phan Quân Nhã      | Yuehua Entertaiment                   |
| 64             | Mao Duy Gia        | AKB48-China                           |
| 65             | Nghê Thu Vân       | OACA                                  |
| 66             | Trần Di Phàm       | YY Media                              |
| 67             | Hồ Duyệt Nhi       | Zhiyi Media                           |
| 68             | Dora               | RealShow Entertainment                |
| 69             | Câu Tuyết Oánh     | Poodoo Entertainment                  |
| 70             | La Trí Nghi        | JC Universe Entertainment             |
| 71             | Cúc Lân            | Dream Entertainment                   |
| 72             | Hứa Thi Nhân       | Qigu Culture                          |
| 73             | Nhậm Chân          | Zhiyi Media                           |
| 74             | Ngô Thiến          | YY Media                              |
| 75             | Dương Mỹ Linh      | Wenlan Culture                        |
| 76             | Lưu Tư Tiêm        | YY Media                              |
| 77             | Lưu Ni Di          | Banana Culture Entertainment          |
| 78             | Tô Nhuế Manh       | ETM Academy                           |
| 79             | Trương Tân Khiết   | Huakai Banxia Culture                 |
| 80             | Khương Ngạn Tịch   | Huakai Banxia Culture                 |
| 81             | Vương Diệc Nhiên   | Banana Culture Entertainment          |
| 82             | La Thiên Thư       | Thực tập sinh tự do                   |
| 83             | Dương Nhụy Hàm     | Yuehua Entertaiment                   |
| 84             | Lưu Vũ San         | HIM International Music               |
| 85             | Vương Nhã Lẫm      | ETM Academy                           |
| 86             | Duẫn Nhu Ý         | Huanri Shiji Culture                  |
| 87             | Lưu Giai Oánh      | Rhonin Studio                         |
| 88             | Ngô Tiểu Huyên     | Huakai Banxia Culture                 |
| 89             | Dương Hàm          | Checkmate Entertainment               |
| 90             | Chu Thiên Thiên    | Super Jet Entertainment               |
| 91             | Hàn Đan            | Zimei Tao Culture                     |
| 92             | Thiệu Hạ           | Dream Entertainment                   |
| 93             | Trịnh Thừa Thừa    | K-L Entertainment                     |
| 94             | Ngô Quân Đình      | HIM International Music               |
| 95             | Trương Tĩnh Huyên  | ETM Academy                           |
| 96             | Vương Mạn Quân     | Banana Culture Entertainment          |
| 97             | Nhan Khả Hân       | ETM Academy                           |
| 98             | Triệu Linh         | Wenlan Culture                        |
| 99             | Trương Du Văn      | Rhonin Studio                         |
| 100            | Vương Giác Manh    | Lajin Media                           |
| 101            | Khâu Lộ Tình       | Huanri Shiji Culture                  |

### Tập 3
- Cuộc thi nhóm đầu tiên.
- Nhóm chiến thắng được thể hiện bằng chữ in đậm, ở trung tâm của nhóm, C năng lực được thể hiện bằng chữ in đậm và C chăm chỉ được thể hiện bằng gạch chân đậm.
- Người có nhiều lượt bình chọn nhất là vua like.
- Thực tập sinh có nhiều lượt bình chọn nhất trong nhóm "Chí Kiệt Thăng Cấp" là Mạnh Mỹ Kỳ và cô cũng là thành viên có lượt bình chọn cao nhất trong số tất cả thực tập sinh, thực tập sinh có nhiều phiếu bầu nhất trong nhóm "Bân Bân Ella" là Cường Đông Nguyệt.

| Nội dung tiết mục tập 3 | Nội dung tiết mục tập 3 | Nội dung tiết mục tập 3 | Nội dung tiết mục tập 3    | Nội dung tiết mục tập 3             | Nội dung tiết mục tập 3               | Nội dung tiết mục tập 3 | Nội dung tiết mục tập 3 |
| Vòng                    | Đội                     | Bản gốc                 | Ca khúc                    | Tên nhóm                            | Công ty                               | Thành viên              | Hạng                    |
| ----------------------- | ----------------------- | ----------------------- | -------------------------- | ----------------------------------- | ------------------------------------- | ----------------------- | ----------------------- |
| 1                       | Bân Bân Ella            | S.H.E                   | Tiếng Trung Quốc           | Tương Tương Tương Tương Tương Tương | JC Universe Entertainment             | Yamy                    | A                       |
| 1                       | Bân Bân Ella            | S.H.E                   | Tiếng Trung Quốc           | Tương Tương Tương Tương Tương Tương | Yuehua Entertainment                  | Mena                    | B                       |
| 1                       | Bân Bân Ella            | S.H.E                   | Tiếng Trung Quốc           | Tương Tương Tương Tương Tương Tương | JC Universe Entertainment             | Ngụy Cẩn                | B                       |
| 1                       | Bân Bân Ella            | S.H.E                   | Tiếng Trung Quốc           | Tương Tương Tương Tương Tương Tương | JC Universe Entertainment             | Đỗ Kim Vũ               | C                       |
| 1                       | Bân Bân Ella            | S.H.E                   | Tiếng Trung Quốc           | Tương Tương Tương Tương Tương Tương | OACA                                  | Nghê Thu Vân            | C                       |
| 1                       | Bân Bân Ella            | S.H.E                   | Tiếng Trung Quốc           | Tương Tương Tương Tương Tương Tương | Thực tập sinh tự do                   | Vương Cúc               | C                       |
| 1                       | Chí Kiệt Thăng Cấp      | Hoa Thần Vũ             | Khác loài                  | Người Chơi Nhắm Mắt                 | Dream Entertainment                   | Cúc Lân                 | F                       |
| 1                       | Chí Kiệt Thăng Cấp      | Hoa Thần Vũ             | Khác loài                  | Người Chơi Nhắm Mắt                 | Huanri Shiji Culture                  | Duẫn Nhu Ý              | F                       |
| 1                       | Chí Kiệt Thăng Cấp      | Hoa Thần Vũ             | Khác loài                  | Người Chơi Nhắm Mắt                 | Huanri Shiji Culture                  | JC                      | D                       |
| 1                       | Chí Kiệt Thăng Cấp      | Hoa Thần Vũ             | Khác loài                  | Người Chơi Nhắm Mắt                 | Lý Thiên Vận                          | Lý Thiên Vận            | D                       |
| 1                       | Chí Kiệt Thăng Cấp      | Hoa Thần Vũ             | Khác loài                  | Người Chơi Nhắm Mắt                 | Mavericks Entertainment               | Blair                   | D                       |
| 1                       | Chí Kiệt Thăng Cấp      | Hoa Thần Vũ             | Khác loài                  | Người Chơi Nhắm Mắt                 | Poodoo Entertainment                  | Câu Tuyết Oánh          | D                       |
| 2                       | Chí Kiệt Thăng Cấp      | Ngũ Nguyệt Thiên        | Tôi lại cảm nắng rồi       | Mối Tình Đầu Của Bạn                | Yuehua Entertainment                  | Ngô Tuyên Nghi          | A                       |
| 2                       | Chí Kiệt Thăng Cấp      | Ngũ Nguyệt Thiên        | Tôi lại cảm nắng rồi       | Mối Tình Đầu Của Bạn                | Yuehua Entertainment                  | Dương Nhụy Hàm          | B                       |
| 2                       | Chí Kiệt Thăng Cấp      | Ngũ Nguyệt Thiên        | Tôi lại cảm nắng rồi       | Mối Tình Đầu Của Bạn                | Banana Culture Entertainment          | Vương Diệc Nhiên        | B                       |
| 2                       | Chí Kiệt Thăng Cấp      | Ngũ Nguyệt Thiên        | Tôi lại cảm nắng rồi       | Mối Tình Đầu Của Bạn                | JC Universe Entertainment             | La Trí Nghi             | B                       |
| 2                       | Chí Kiệt Thăng Cấp      | Ngũ Nguyệt Thiên        | Tôi lại cảm nắng rồi       | Mối Tình Đầu Của Bạn                | JC Universe Entertainment             | La Di Điềm              | C                       |
| 2                       | Chí Kiệt Thăng Cấp      | Ngũ Nguyệt Thiên        | Tôi lại cảm nắng rồi       | Mối Tình Đầu Của Bạn                | YY Media                              | Ngô Thiến               | C                       |
| 2                       | Bân Bân Ella            | Maroon 5                | Sugar                      | Nhìn Thế Nào Xấu Thế Đó, Đúng       | K-L Entertainment                     | Sunnee                  | B                       |
| 2                       | Bân Bân Ella            | Maroon 5                | Sugar                      | Nhìn Thế Nào Xấu Thế Đó, Đúng       | ReDu Music                            | Lưu Đan Manh            | B                       |
| 2                       | Bân Bân Ella            | Maroon 5                | Sugar                      | Nhìn Thế Nào Xấu Thế Đó, Đúng       | OACA                                  | Lý Tử Tuyền             | A                       |
| 2                       | Bân Bân Ella            | Maroon 5                | Sugar                      | Nhìn Thế Nào Xấu Thế Đó, Đúng       | Zimei Tao Culture                     | Từ Mộng Khiết           | C                       |
| 2                       | Bân Bân Ella            | Maroon 5                | Sugar                      | Nhìn Thế Nào Xấu Thế Đó, Đúng       | Emperor Entertainment Group           | Hứa Tĩnh Vận            | C                       |
| 2                       | Bân Bân Ella            | Maroon 5                | Sugar                      | Nhìn Thế Nào Xấu Thế Đó, Đúng       | JXJY Culture                          | Doãn Nhụy               | C                       |
| 2                       | Bân Bân Ella            | Maroon 5                | Sugar                      | Nhìn Thế Nào Xấu Thế Đó, Đúng       | Esee Model Management                 | Nhiệt Y Na              | F                       |
| 3                       | Chí Kiệt Thăng Cấp      | Phạm Hiểu Huyên         | Kiểu con gái ấy            | Cần Bạn Quản Chắc                   | Universal Music Taiwan (Record label) | Trần Phương Ngữ         | B                       |
| 3                       | Chí Kiệt Thăng Cấp      | Phạm Hiểu Huyên         | Kiểu con gái ấy            | Cần Bạn Quản Chắc                   | Z-Cherry Culture                      | Trần Ngữ Yên            | B                       |
| 3                       | Chí Kiệt Thăng Cấp      | Phạm Hiểu Huyên         | Kiểu con gái ấy            | Cần Bạn Quản Chắc                   | C.Y.Studio                            | Lâm Gia An              | B                       |
| 3                       | Chí Kiệt Thăng Cấp      | Phạm Hiểu Huyên         | Kiểu con gái ấy            | Cần Bạn Quản Chắc                   | HIM International Music               | Lưu Vũ San              | D                       |
| 3                       | Chí Kiệt Thăng Cấp      | Phạm Hiểu Huyên         | Kiểu con gái ấy            | Cần Bạn Quản Chắc                   | HIM International Music               | Ngô Quân Đình           | D                       |
| 3                       | Chí Kiệt Thăng Cấp      | Phạm Hiểu Huyên         | Kiểu con gái ấy            | Cần Bạn Quản Chắc                   | Huanri Shiji Culture                  | Khâu Lộ Tình            | F                       |
| 3                       | Bân Bân Ella            | Thái Kiện Nhã           | Giày cao gót đỏ            | Hottie                              | Huaying Yixing                        | Lý Tử Đình              | A                       |
| 3                       | Bân Bân Ella            | Thái Kiện Nhã           | Giày cao gót đỏ            | Hottie                              | T-Trainee Culture                     | Ngô Ánh Hương           | B                       |
| 3                       | Bân Bân Ella            | Thái Kiện Nhã           | Giày cao gót đỏ            | Hottie                              | YY Media                              | Lưu Tư Tiêm             | D                       |
| 3                       | Bân Bân Ella            | Thái Kiện Nhã           | Giày cao gót đỏ            | Hottie                              | Rhonin Studio                         | Trương Du Văn           | D                       |
| 3                       | Bân Bân Ella            | Thái Kiện Nhã           | Giày cao gót đỏ            | Hottie                              | ETM Academy                           | Trương Tĩnh Huyên       | F                       |
| 3                       | Bân Bân Ella            | Thái Kiện Nhã           | Giày cao gót đỏ            | Hottie                              | K-L Entertainment                     | Trịnh Thừa Thừa         | F                       |
| 4                       | Bân Bân Ella            | Lâm Tuấn Kiệt           | Không dở không cần bỏ tiền | Super Lady                          | Banana Culture Entertainment          | Phó Tinh                | A                       |
| 4                       | Bân Bân Ella            | Lâm Tuấn Kiệt           | Không dở không cần bỏ tiền | Super Lady                          | Poodoo Entertainment                  | Vương Đình              | B                       |
| 4                       | Bân Bân Ella            | Lâm Tuấn Kiệt           | Không dở không cần bỏ tiền | Super Lady                          | DongLun Media                         | Vương Mạc Hàm           | C                       |
| 4                       | Bân Bân Ella            | Lâm Tuấn Kiệt           | Không dở không cần bỏ tiền | Super Lady                          | Z-Cherry Culture                      | Hạ Thi Khiết            | C                       |
| 4                       | Bân Bân Ella            | Lâm Tuấn Kiệt           | Không dở không cần bỏ tiền | Super Lady                          | Huayi Brothers                        | Thích Nghiên Địch       | C                       |
| 4                       | Bân Bân Ella            | Lâm Tuấn Kiệt           | Không dở không cần bỏ tiền | Super Lady                          | Dream Entertainment                   | Thiệu Hạ                | C                       |
| 4                       | Chí Kiệt Thăng Cấp      | La Chí Tường            | Chống lưng                 | Kính Chiếu Yêu                      | Yuehua Entertainment                  | Mạnh Mỹ Kỳ              | A                       |
| 4                       | Chí Kiệt Thăng Cấp      | La Chí Tường            | Chống lưng                 | Kính Chiếu Yêu                      | Yuehua Entertainment                  | Trương Khê              | B                       |
| 4                       | Chí Kiệt Thăng Cấp      | La Chí Tường            | Chống lưng                 | Kính Chiếu Yêu                      | Yuehua Entertainment                  | Giang Cảnh Nhi          | B                       |
| 4                       | Chí Kiệt Thăng Cấp      | La Chí Tường            | Chống lưng                 | Kính Chiếu Yêu                      | Rongyi Culture                        | Châu Tuyết              | C                       |
| 4                       | Chí Kiệt Thăng Cấp      | La Chí Tường            | Chống lưng                 | Kính Chiếu Yêu                      | Qigu Culture                          | Tưởng Thân              | C                       |
| 4                       | Chí Kiệt Thăng Cấp      | La Chí Tường            | Chống lưng                 | Kính Chiếu Yêu                      | YY Media                              | Trần Di Phàm            | D                       |
| 5                       | Chí Kiệt Thăng Cấp      | Phạm Hiểu Huyên         | Sự ngọt ngào của bạn       | Nhóm Nghiên Cứu Cua                 | Super Jet Entertainment               | Chu Thiên Thiên         | F                       |
| 5                       | Chí Kiệt Thăng Cấp      | Phạm Hiểu Huyên         | Sự ngọt ngào của bạn       | Nhóm Nghiên Cứu Cua                 | Super Jet Entertainment               | Lưu Đức Hy              | C                       |
| 5                       | Chí Kiệt Thăng Cấp      | Phạm Hiểu Huyên         | Sự ngọt ngào của bạn       | Nhóm Nghiên Cứu Cua                 | YY Media                              | Phạm Vy                 | C                       |
| 5                       | Chí Kiệt Thăng Cấp      | Phạm Hiểu Huyên         | Sự ngọt ngào của bạn       | Nhóm Nghiên Cứu Cua                 | Banana Culture Entertainment          | Lưu Ni Di               | C                       |
| 5                       | Chí Kiệt Thăng Cấp      | Phạm Hiểu Huyên         | Sự ngọt ngào của bạn       | Nhóm Nghiên Cứu Cua                 | OACA                                  | Lâm Quân Di             | B                       |
| 5                       | Chí Kiệt Thăng Cấp      | Phạm Hiểu Huyên         | Sự ngọt ngào của bạn       | Nhóm Nghiên Cứu Cua                 | Zhiyi Media                           | Nhậm Chân               | D                       |
| 5                       | Chí Kiệt Thăng Cấp      | Phạm Hiểu Huyên         | Sự ngọt ngào của bạn       | Nhóm Nghiên Cứu Cua                 | SDT Entertainment                     | Cao Dĩnh Hy             | A                       |
| 5                       | Bân Bân Ella            | TFBOYS                  | Sủng ái                    | Để Tôi Cưng Chiều Bạn               | ETM Academy                           | Lưu Nhân Ngữ            | A                       |
| 5                       | Bân Bân Ella            | TFBOYS                  | Sủng ái                    | Để Tôi Cưng Chiều Bạn               | K-L Entertainment                     | Vương Tình              | C                       |
| 5                       | Bân Bân Ella            | TFBOYS                  | Sủng ái                    | Để Tôi Cưng Chiều Bạn               | K-L Entertainment                     | Triệu Nghiêu Kha        | D                       |
| 5                       | Bân Bân Ella            | TFBOYS                  | Sủng ái                    | Để Tôi Cưng Chiều Bạn               | K-L Entertainment                     | Trần Doanh Yến          | D                       |
| 5                       | Bân Bân Ella            | TFBOYS                  | Sủng ái                    | Để Tôi Cưng Chiều Bạn               | Lajin Media                           | Vương Giác Manh         | D                       |
| 5                       | Bân Bân Ella            | TFBOYS                  | Sủng ái                    | Để Tôi Cưng Chiều Bạn               | Checkmate Entertainment               | Dương Hàm               | B                       |
| 6                       | Bân Bân Ella            | Châu Kiệt Luân          | Trà ông nội pha            | Trạng Nguyên Nghệ Thuật Uống Trà    | Banana Culture Entertainment          | Cường Đông Nguyệt       | B                       |
| 6                       | Bân Bân Ella            | Châu Kiệt Luân          | Trà ông nội pha            | Trạng Nguyên Nghệ Thuật Uống Trà    | JC Universe Entertainment             | Sửu Sửu                 | B                       |
| 6                       | Bân Bân Ella            | Châu Kiệt Luân          | Trà ông nội pha            | Trạng Nguyên Nghệ Thuật Uống Trà    | Sanmei Entertainment                  | Tiêu Mạn Đình           | D                       |
| 6                       | Bân Bân Ella            | Châu Kiệt Luân          | Trà ông nội pha            | Trạng Nguyên Nghệ Thuật Uống Trà    | Lajin Media                           | Trương Hinh Nguyệt      | D                       |
| 6                       | Bân Bân Ella            | Châu Kiệt Luân          | Trà ông nội pha            | Trạng Nguyên Nghệ Thuật Uống Trà    | Zimei Tao Culture                     | Hàn Đan                 | D                       |
| 6                       | Bân Bân Ella            | Châu Kiệt Luân          | Trà ông nội pha            | Trạng Nguyên Nghệ Thuật Uống Trà    | Mango Entertainment                   | Lữ Tiểu Vũ              | A                       |
| 6                       | Bân Bân Ella            | Châu Kiệt Luân          | Trà ông nội pha            | Trạng Nguyên Nghệ Thuật Uống Trà    | Thực tập sinh tự do                   | La Thiên Thư            | C                       |
| 6                       | Chí Kiệt Thăng Cấp      | BAAD                    | Muốn lớn tiếng nói yêu em  | Đồ Rê Mi Pha Son La Si Đố           | Ivy Culture                           | Lộc Tiểu Thảo           | F                       |
| 6                       | Chí Kiệt Thăng Cấp      | BAAD                    | Muốn lớn tiếng nói yêu em  | Đồ Rê Mi Pha Son La Si Đố           | Wenlan Culture                        | Dương Mỹ Linh           | F                       |
| 6                       | Chí Kiệt Thăng Cấp      | BAAD                    | Muốn lớn tiếng nói yêu em  | Đồ Rê Mi Pha Son La Si Đố           | Mavericks Entertainment               | Trương Tử Ninh          | A                       |
| 6                       | Chí Kiệt Thăng Cấp      | BAAD                    | Muốn lớn tiếng nói yêu em  | Đồ Rê Mi Pha Son La Si Đố           | Rhonin Studio                         | Lưu Giai Oánh           | C                       |
| 6                       | Chí Kiệt Thăng Cấp      | BAAD                    | Muốn lớn tiếng nói yêu em  | Đồ Rê Mi Pha Son La Si Đố           | ETM Academy                           | Tô Nhuế Manh            | B                       |
| 6                       | Chí Kiệt Thăng Cấp      | BAAD                    | Muốn lớn tiếng nói yêu em  | Đồ Rê Mi Pha Son La Si Đố           | ETM Academy                           | Nhan Khả Hân            | D                       |
| 6                       | Chí Kiệt Thăng Cấp      | BAAD                    | Muốn lớn tiếng nói yêu em  | Đồ Rê Mi Pha Son La Si Đố           | Banana Culture Entertainment          | Vương Mạn Quân          | D                       |
| 7                       | Chí Kiệt Thăng Cấp      | Trương Học Hữu          | Đầu tóc rối rồi            | Cắt Gội Sấy                         | Huakai Banxia Culture                 | Trương Tân Khiết        | F                       |
| 7                       | Chí Kiệt Thăng Cấp      | Trương Học Hữu          | Đầu tóc rối rồi            | Cắt Gội Sấy                         | MOMO Limited                          | Trương Hâm Lỗi          | F                       |
| 7                       | Chí Kiệt Thăng Cấp      | Trương Học Hữu          | Đầu tóc rối rồi            | Cắt Gội Sấy                         | Z-Cherry Culture                      | Dương Băng              | F                       |
| 7                       | Chí Kiệt Thăng Cấp      | Trương Học Hữu          | Đầu tóc rối rồi            | Cắt Gội Sấy                         | Thực tập sinh tự do                   | Cát Giai Tuệ            | C                       |
| 7                       | Chí Kiệt Thăng Cấp      | Trương Học Hữu          | Đầu tóc rối rồi            | Cắt Gội Sấy                         | AKB48-CHINA                           | Mao Duy Gia             | D                       |
| 7                       | Chí Kiệt Thăng Cấp      | Trương Học Hữu          | Đầu tóc rối rồi            | Cắt Gội Sấy                         | Zhiyi Media                           | Hồ Duyệt Nhi            | D                       |
| 7                       | Bân Bân Ella            | Dragon Pig              | Tất cả đều là em           | Một Đội                             | Huakai Banxia Culture                 | Khương Ngạn Tịch        | D                       |
| 7                       | Bân Bân Ella            | Dragon Pig              | Tất cả đều là em           | Một Đội                             | Huakai Banxia Culture                 | Ngô Tiểu Huyên          | D                       |
| 7                       | Bân Bân Ella            | Dragon Pig              | Tất cả đều là em           | Một Đội                             | Wenlan Culture                        | Dương Mỹ Kỳ             | D                       |
| 7                       | Bân Bân Ella            | Dragon Pig              | Tất cả đều là em           | Một Đội                             | Wenlan Culture                        | Dương Siêu Việt         | F                       |
| 7                       | Bân Bân Ella            | Dragon Pig              | Tất cả đều là em           | Một Đội                             | Qigu Culture                          | Hứa Thi Nhân            | F                       |
| 7                       | Bân Bân Ella            | Dragon Pig              | Tất cả đều là em           | Một Đội                             | Yuehua Entertainment                  | Phan Quân Nhã           | C                       |
| 8                       | Chí Kiệt Thăng Cấp      | Vương Tâm Lăng          | Yêu anh                    | Sở Thú Điền Viên Trung Hoa          | Long WuTian Culture                   | Đoàn Áo Quyên           | C                       |
| 8                       | Chí Kiệt Thăng Cấp      | Vương Tâm Lăng          | Yêu anh                    | Sở Thú Điền Viên Trung Hoa          | Huakai Banxia Culture                 | Trương Sở Hàn           | C                       |
| 8                       | Chí Kiệt Thăng Cấp      | Vương Tâm Lăng          | Yêu anh                    | Sở Thú Điền Viên Trung Hoa          | SDT Entertainment                     | Ngô Thiên Doanh         | A                       |
| 8                       | Chí Kiệt Thăng Cấp      | Vương Tâm Lăng          | Yêu anh                    | Sở Thú Điền Viên Trung Hoa          | AKB48-CHINA                           | Lưu Niệm                | F                       |
| 8                       | Chí Kiệt Thăng Cấp      | Vương Tâm Lăng          | Yêu anh                    | Sở Thú Điền Viên Trung Hoa          | YY Media                              | Hướng Du Tinh           | F                       |
| 8                       | Chí Kiệt Thăng Cấp      | Vương Tâm Lăng          | Yêu anh                    | Sở Thú Điền Viên Trung Hoa          | JOY Entertainment                     | Trần Ý Hàm              | F                       |
| 8                       | Chí Kiệt Thăng Cấp      | Vương Tâm Lăng          | Yêu anh                    | Sở Thú Điền Viên Trung Hoa          | Qigu Culture                          | Lại Mỹ Vân              | B                       |
| 8                       | Bân Bân Ella            | Make-Up                 | Thiếu nữ thánh đấu sĩ      | Thánh Đấu Sĩ Viêm Diệc              | ETM Academy                           | La Dịch Giai            | B                       |
| 8                       | Bân Bân Ella            | Make-Up                 | Thiếu nữ thánh đấu sĩ      | Thánh Đấu Sĩ Viêm Diệc              | ETM Academy                           | Mã Hưng Ngọc            | F                       |
| 8                       | Bân Bân Ella            | Make-Up                 | Thiếu nữ thánh đấu sĩ      | Thánh Đấu Sĩ Viêm Diệc              | ETM Academy                           | Vương Nhã Lẫm           | D                       |
| 8                       | Bân Bân Ella            | Make-Up                 | Thiếu nữ thánh đấu sĩ      | Thánh Đấu Sĩ Viêm Diệc              | Zimei Tao Culture                     | Cao Thu Tử              | D                       |
| 8                       | Bân Bân Ella            | Make-Up                 | Thiếu nữ thánh đấu sĩ      | Thánh Đấu Sĩ Viêm Diệc              | Mavericks Entertainment               | Trương Nhuế Manh        | F                       |
| 8                       | Bân Bân Ella            | Make-Up                 | Thiếu nữ thánh đấu sĩ      | Thánh Đấu Sĩ Viêm Diệc              | K-L Entertainment                     | Vu Mỹ Hồng              | F                       |

| Xếp hạng tập 3 | Xếp hạng tập 3     | Xếp hạng tập 3                        | Xếp hạng tập 3 |
| Hạng           | Tên                | Công ty                               | Thay đổi       |
| -------------- | ------------------ | ------------------------------------- | -------------- |
| 1              | Ngô Tuyên Nghi     | Yuehua Entertainment                  | ↑4             |
| 2              | Yamy               | JC Universe Entertainment             | ↓1             |
| 3              | Dương Siêu Việt    | Wenlan Culture                        | ↑1             |
| 4              | Đoàn Áo Quyên      | Long WuTian Culture                   | ↓1             |
| 5              | Cường Đông Nguyệt  | Banana Culture Entertainment          | ↓3             |
| 6              | Mạnh Mỹ Kỳ         | Yuehua Entertainment                  | ↑10            |
| 7              | Sunnee             | K-L Entertainment                     | ↓1             |
| 8              | Phó Tinh           | Banana Culture Entertainment          | –              |
| 9              | Vương Tình         | K-L Entertainment                     | –              |
| 10             | Lý Tử Tuyền        | OACA                                  | ↑2             |
| 11             | Lý Tử Đình         | Huaying Yixing                        | –              |
| 12             | Triệu Nghiêu Kha   | K-L Entertainment                     | ↑5             |
| 13             | Trần Phương Ngữ    | Universal Music Taiwan (Record label) | ↓6             |
| 14             | Cát Giai Tuệ       | Thực tập sinh tự do                   | ↓4             |
| 15             | Từ Mộng Khiết      | Zimei Tao Culture                     | ↓2             |
| 16             | Ngô Ánh Hương      | T-Trainee Culture                     | ↓2             |
| 17             | Lại Mỹ Vân         | Qigu Culture                          | ↑1             |
| 18             | Cao Thu Tử         | Zimei Tao Culture                     | ↑3             |
| 19             | Tiêu Mạn Đình      | Sanmei Entertainment                  | –              |
| 20             | Lữ Tiểu Vũ         | Mango Entertainment                   | ↑15            |
| 21             | Nhiệt Y Na         | Esee Model Management                 | NEW            |
| 22             | Lưu Nhân Ngữ       | ETM Academy                           | ↑2             |
| 23             | Trương Tử Ninh     | Mavericks Entertainment               | ↑24            |
| 24             | Phạm Vy            | YY Media                              | ↓2             |
| 25             | Mã Hưng Ngọc       | ETM Academy                           | ↑3             |
| 26             | Trần Ý Hàm         | JOY Entertainment                     | ↓6             |
| 27             | La Dịch Giai       | ETM Academy                           | ↑17            |
| 28             | Vu Mỹ Hồng         | K-L Entertainment                     | ↓3             |
| 29             | Tô Nhuế Manh       | ETM Academy                           | ↑49            |
| 30             | Ngụy Cẩn           | JC Universe Entertainment             | ↑9             |
| 31             | Cao Dĩnh Hy        | SDT Entertainment                     | NEW            |
| 32             | Lộc Tiểu Thảo      | Ivy Culture                           | ↓5             |
| 33             | Ngô Thiên Doanh    | SDT Entertainment                     | NEW            |
| 34             | Lưu Đan Manh       | ReDu Music                            | ↑4             |
| 35             | Vương Mạc Hàm      | DongLun Media                         | ↓2             |
| 36             | Hứa Tĩnh Vận       | Emperor Entertainment Group           | ↓4             |
| 37             | Đỗ Kim Vũ          | JC Universe Entertainment             | ↑22            |
| 38             | La Di Điềm         | JC Universe Entertainment             | ↑22            |
| 39             | La Trí Nghi        | JC Universe Entertainment             | ↑31            |
| 40             | Giang Cảnh Nhi     | Yuehua Entertainment                  | –              |
| 41             | Lưu Tư Tiêm        | YY Media                              | ↑35            |
| 42             | Sửu Sửu            | JC Universe Entertainment             | ↑16            |
| 43             | Trương Khê         | Yuehua Entertainment                  | ↓1             |
| 44             | Trần Doanh Yến     | K-L Entertainment                     | ↓10            |
| 45             | Thích Nghiên Địch  | Huayi Brothers                        | ↑10            |
| 46             | Tưởng Thân         | Qigu Culture                          | ↑10            |
| 47             | Trương Hinh Nguyệt | Lajin Media                           | ↓11            |
| 48             | Lưu Niệm           | AKB48-China                           | ↑13            |
| 49             | Châu Tuyết         | Rongyi Culture                        | ↑4             |
| 50             | Doãn Nhụy          | JXJY Culture                          | ↓5             |
| 51             | Ngô Tiểu Huyên     | Huakai Banxia Culture                 | ↑37            |
| 52             | Vương Đình         | Poodoo Entertainment                  | ↓2             |
| 53             | Trương Tĩnh Huyên  | ETM Academy                           | ↑42            |
| 54             | Dương Băng         | Z-Cherry Culture                      | ↓28            |
| 55             | Dương Mỹ Kỳ        | Wenlan Culture                        | ↓1             |
| 56             | Lâm Quân Di        | OACA                                  | ↓10            |
| 57             | Trương Sở Hàn      | Huakai Banxia Culture                 | ↓26            |
| 58             | Nghê Thu Vân       | OACA                                  | ↑7             |
| 59             | Mao Duy Gia        | AKB48-China                           | ↑5             |
| 60             | Blair              | Mavericks Entertainment               | ↓9             |
| 61             | Trương Nhuế Manh   | Mavericks Entertainment               | ↓32            |
| 62             | Lâm Gia An         | C.Y.Studio                            | –              |
| 63             | Nhậm Chân          | Zhiyi Media                           | ↑10            |
| 64             | Hướng Du Tinh      | YY Media                              | ↓34            |
| 65             | Trương Hâm Lỗi     | MOMO Limited                          | ↓8             |
| 66             | Câu Tuyết Oánh     | Poodoo Entertainment                  | ↑3             |
| 67             | Lý Thiên Vận       | Checkmate Entertainment               | ↓24            |
| 68             | Hồ Duyệt Nhi       | Zhiyi Media                           | ↓1             |
| 69             | Mena               | Yuehua Entertainment                  | ↓17            |
| 70             | Trần Di Phàm       | YY Media                              | ↓4             |
| 71             | Trần Ngữ Yên       | Trần Ngữ Yên                          | ↓30            |
| 72             | Phan Quân Nhã      | Yuehua Entertainment                  | ↓9             |
| 73             | Vương Nhã Lẫm      | ETM Academy                           | ↑12            |
| 74             | Lưu Đức Hy         | Super Jet Entertainment               | ↓37            |
| 75             | Hạ Thi Khiết       | Z-Cherry Culture                      | ↓27            |
| 76             | Hứa Thi Nhân       | Qigu Culture                          | ↓4             |
| 77             | JC                 | Huanri Shiji Culture                  | ↓28            |
| 78             | Ngô Thiến          | YY Media                              | ↓4             |
| 79             | Dương Nhụy Hàm     | Yuehua Entertainment                  | ↑4             |
| 80             | Thiệu Hạ           | Dream Entertainment                   | ↑12            |
| 81             | Cúc Lân            | Dream Entertainment                   | ↓10            |
| 82             | Trương Tân Khiết   | Huakai Banxia Culture                 | ↓3             |
| 83             | Vương Diệc Nhiên   | Banana Culture Entertainment          | ↓2             |
| 84             | Dương Mỹ Linh      | Wenlan Culture                        | ↓9             |
| 85             | Lưu Ni Di          | Banana Culture Entertainment          | ↓8             |
| 86             | Lưu Vũ San         | HIM International Music               | ↓2             |
| 87             | Khương Ngạn Tịch   | Huakai Banxia Culture                 | ↓7             |
| 88             | Chu Thiên Thiên    | Super Jet Entertainment               | ↑2             |
| 89             | Hàn Đan            | Zimei Tao Culture                     | ↑2             |
| 90             | Duẫn Nhu Ý         | Huanri Shiji Culture                  | ↓4             |
| 91             | La Thiên Thư       | Thực tập sinh tự do                   | ↓9             |
| 92             | Lưu Giai Oánh      | Rhonin Studio                         | ↓5             |
| 93             | Dương Hàm          | Checkmate Entertainment               | ↓4             |
| 94             | Vương Cúc          | Thực tập sinh tự do                   | NEW            |
| 95             | Ngô Quân Đình      | HIM International Music               | ↓1             |
| 96             | Vương Mạn Quân     | Banana Culture Entertainment          | –              |
| 97             | Nhan Khả Hân       | ETM Academy                           | –              |
| 98             | Trương Du Văn      | Rhonin Studio                         | ↑1             |
| 99             | Vương Giác Manh    | Lajin Media                           | ↑1             |
| 100            | Khâu Lộ Tình       | Huanri Shiji Culture                  | ↑1             |

### Tập 4
- Để kỷ niệm trận động đất ở Vấn Xuyên lần thứ mười, chương trình đã bị hoãn phát sóng đến ngày 13/5.
- Lễ xếp hạng đầu tiên (vòng loại trừ thứ 2).
- Tất cả các thực tập sinh được xếp hạng theo số lượt thích. Từ 1 đến 11 được xếp lớp lại là A, từ 12 đến 25 được xếp lớp lại là B, từ 26 đến 40 được xếp lớp lại là C và từ 41 đến 55 được được xếp lớp lại là D, hủy lớp F và loại bỏ người hạng từ 56 đến 100.
- Trong số tám đội chiến thắng trong cuộc thi thứ ba, thực tập sinh được bình chọn cao nhất có thể hồi sinh một trong những người chơi bị loại trong cùng một đội để trở thành người quan sát, và có thể ở trên sân khấu, nhưng không thể được khán giả bình chọn, hai người trong nhiệm vụ tiếp theo sẽ ở cùng một nhóm. Nhưng do Sunnee - người nhận được nhiều bình chọn nhất trong nhóm Nhìn Thế Nào Xấu Thế Đó, Đúng không dùng quyền hồi sinh nên trên thực tế, chỉ có 7 người được hồi sinh. Trong phần trình diễn tiếp theo, 7 người sẽ chấp nhận bình chọn của khán giả. 3 người có số phiếu bầu cao nhất sẽ chính thức được phục hồi và trở lại chương trình.
- Những thực tập sinh được phục hồi thành công(Tập 6) được in đậm.

| Xếp hạng tập 4 (Lễ xếp hạng đầu tiên) | Xếp hạng tập 4 (Lễ xếp hạng đầu tiên) | Xếp hạng tập 4 (Lễ xếp hạng đầu tiên) | Xếp hạng tập 4 (Lễ xếp hạng đầu tiên) | Xếp hạng tập 4 (Lễ xếp hạng đầu tiên) |
| Hạng                                  | Tên                                   | Công ty                               | Bình chọn                             | Thay đổi                              |
| Lớp A（Hạng 1-11）                    | Lớp A（Hạng 1-11）                    | Lớp A（Hạng 1-11）                    | Lớp A（Hạng 1-11）                    | Lớp A（Hạng 1-11）                    |
| ------------------------------------- | ------------------------------------- | ------------------------------------- | ------------------------------------- | ------------------------------------- |
| 1                                     | Ngô Tuyên Nghi                        | Yuehua Entertainment                  | 87,609,208                            | –                                     |
| 2                                     | Yamy                                  | JC Universe Entertainment             | 87,607,029                            | –                                     |
| 3                                     | Dương Siêu Việt                       | Wenlan Culture                        | 76,568,192                            | –                                     |
| 4                                     | Mạnh Mỹ Kỳ                            | Yuehua Entertainment                  | 68,617,139                            | ↑2                                    |
| 5                                     | Cường Đông Nguyệt                     | Banana Culture Entertainment          | 65,617,133                            | –                                     |
| 6                                     | Đoàn Áo Quyên                         | Long WuTian Culture                   | 65,427,715                            | ↓2                                    |
| 7                                     | Sunnee                                | K-L Entertainment                     | 64,299,612                            | –                                     |
| 8                                     | Trần Phương Ngữ                       | Universal Music Taiwan (Record label) | 24,923,688                            | ↑5                                    |
| 9                                     | Lý Tử Tuyền                           | OACA                                  | 24,846,782                            | ↑1                                    |
| 10                                    | Phó Tinh                              | Banana Culture Entertainment          | 21,585,478                            | ↓2                                    |
| 11                                    | Lý Tử Đình                            | Huaying Yixing                        | 20,995,229                            | –                                     |
| Lớp B（Hạng 12-25）                   |                                       |                                       |                                       |                                       |
| 12                                    | Triệu Nghiêu Kha                      | K-L Entertainment                     | 20,773,498                            | –                                     |
| 13                                    | Vương Tình                            | K-L Entertainment                     | 20,111,808                            | ↓4                                    |
| 14                                    | Cát Giai Tuệ                          | Thực tập sinh tự do                   | 14,930,308                            | –                                     |
| 15                                    | Từ Mộng Khiết                         | Zimei Tao Culture                     | 10,291,125                            | –                                     |
| 16                                    | Lại Mỹ Vân                            | Qigu Culture                          | 7,693,356                             | ↑1                                    |
| 17                                    | Ngô Ánh Hương                         | T-Trainee Culture                     | 9,864,372                             | ↓1                                    |
| 18                                    | Trương Tử Ninh                        | Mavericks Entertainment               | 4,754,162                             | ↑5                                    |
| 19                                    | Lữ Tiểu Vũ                            | Mango Entertainment                   | 4,629,340                             | ↑1                                    |
| 20                                    | Cao Thu Tử                            | Zimei Tao Culture                     | 4,532,837                             | ↓2                                    |
| 21                                    | Nhiệt Y Na                            | Esee Model Management                 | 4,268,146                             | –                                     |
| 22                                    | Lưu Nhân Ngữ                          | ETM Academy                           | 4,131,801                             | –                                     |
| 23                                    | La Dịch Giai                          | ETM Academy                           | 3,926,999                             | ↑4                                    |
| 24                                    | Tiêu Mạn Đình                         | Sanmei Entertainment                  | 3,676,952                             | ↓5                                    |
| 25                                    | Mã Hưng Ngọc                          | ETM Academy                           | 2,863,572                             | –                                     |
| Lớp C（Hạng 26-40）                   |                                       |                                       |                                       |                                       |
| 26                                    | Phạm Vy                               | YY Media                              | 2,825,984                             | ↓2                                    |
| 27                                    | Thích Nghiên Địch                     | Huayi Brothers                        | 2,648,314                             | ↑18                                   |
| 28                                    | Tô Nhuế Manh                          | ETM Academy                           | 2,625,548                             | ↑1                                    |
| 29                                    | Cao Dĩnh Hy                           | SDT Entertainment                     | 2,471,215                             | ↑2                                    |
| 30                                    | Vu Mỹ Hồng                            | K-L Entertainment                     | 2,419,074                             | ↓2                                    |
| 31                                    | Trần Ý Hàm                            | JOY Entertainment                     | 2,371,253                             | ↓5                                    |
| 32                                    | Ngụy Cẩn                              | JC Universe Entertainment             | 1,919,195                             | ↓2                                    |
| 33                                    | Ngô Thiên Doanh                       | SDT Entertainment                     | 1,879,226                             | –                                     |
| 34                                    | Lưu Tư Tiêm                           | YY Media                              | 1,835,019                             | ↑7                                    |
| 35                                    | Chu Thiên Thiên                       | Super Jet Entertainment               | 1,831,905                             | ↑53                                   |
| 36                                    | Lộc Tiểu Thảo                         | Lộc Tiểu Thảo                         | 1,803,449                             | ↓4                                    |
| 37                                    | La Di Điềm                            | JC Universe Entertainment             | 1,681,948                             | ↑1                                    |
| 38                                    | Lưu Đan Manh                          | ReDu Music                            | 1,639,918                             | ↓4                                    |
| 39                                    | Doãn Nhụy                             | JXJY Culture                          | 1,626,744                             | ↑11                                   |
| 40                                    | Mena                                  | Yuehua Entertainment                  | 1,594,037                             | ↑29                                   |
| Lớp D（Hạng 41-55）                   |                                       |                                       |                                       |                                       |
| 41                                    | La Trí Nghi                           | JC Universe Entertainment             | 1,588,669                             | ↓2                                    |
| 42                                    | Trương Khê                            | Yuehua Entertainment                  | 1,587,969                             | ↑1                                    |
| 43                                    | Sửu Sửu                               | JC Universe Entertainment             | 1,577,280                             | ↓1                                    |
| 44                                    | Đỗ Kim Vũ                             | JC Universe Entertainment             | 1,570,802                             | ↓7                                    |
| 45                                    | Vương Đình                            | Poodoo Entertainment                  | 1,564,530                             | ↑7                                    |
| 46                                    | Hướng Du Tinh                         | YY Media                              | 1,554,696                             | ↑18                                   |
| 47                                    | Câu Tuyết Oánh                        | Poodoo Entertainment                  | 1,548,456                             | ↑19                                   |
| 48                                    | Trương Sở Hàn                         | Huakai Banxia Culture                 | 1,547,728                             | ↑9                                    |
| 49                                    | Vương Mạc Hàm                         | Vương Mạc Hàm                         | 1,541,714                             | ↓14                                   |
| 50                                    | Cúc Lân                               | Dream Entertainment                   | 1,538,166                             | ↑31                                   |
| 51                                    | Ngô Thiến                             | YY Media                              | 1,515,038                             | ↑27                                   |
| 52                                    | Giang Cảnh Nhi                        | Yuehua Entertainment                  | 1,512,551                             | ↓12                                   |
| 53                                    | Lưu Đức Hy                            | Super Jet Entertainment               | 1,498,425                             | ↑21                                   |
| 54                                    | Hứa Tĩnh Vận                          | Emperor Entertainment Group           | 1,467,495                             | ↓18                                   |
| 55                                    | Dương Băng                            | Z-Cherry Culture                      | 1,467,029                             | ↓1                                    |
| Bị loại                               |                                       |                                       |                                       |                                       |
| 56                                    | Trương Hâm Lỗi                        | MOMO Limited                          | 1,455,728                             | ↑9                                    |
| 57                                    | Trần Doanh Yến                        | K-L Entertainment                     | 1,249,905                             | ↓13                                   |
| 58                                    | Khương Ngạn Tịch                      | Huakai Banxia Culture                 | 1,231,263                             | ↑29                                   |
| 59                                    | Tưởng Thân                            | Qigu Culture                          | 1,212,626                             | ↓13                                   |
| 60                                    | Châu Tuyết                            | Rongyi Culture                        | 1,198,666                             | ↓11                                   |
| 61                                    | Ngô Tiểu Huyên                        | Huakai Banxia Culture                 | 1,156,014                             | ↓10                                   |
| 62                                    | Trương Tĩnh Huyên                     | ETM Academy                           | 1,153,721                             | ↓9                                    |
| 63                                    | Lưu Niệm                              | AKB48-CHINA                           | 1,109,627                             | ↓15                                   |
| 64                                    | Trương Hinh Nguyệt                    | Lajin Media                           | 1,090,441                             | ↓17                                   |
| 65                                    | Trương Tân Khiết                      | Huakai Banxia Culture                 | 1,067,808                             | ↑17                                   |
| 66                                    | Nhậm Chân                             | Zhiyi Media                           | 993,818                               | ↓3                                    |
| 67                                    | Nghê Thu Vân                          | OACA                                  | 986,784                               | ↓9                                    |
| 68                                    | Dương Nhụy Hàm                        | Yuehua Entertainment                  | 917,101                               | ↑11                                   |
| 69                                    | Dương Mỹ Kỳ                           | Wenlan Culture                        | 874,512                               | ↓14                                   |
| 70                                    | Mao Duy Gia                           | AKB48-CHINA                           | 867,484                               | ↓11                                   |
| 71                                    | Lâm Quân Di                           | OACA                                  | 856,044                               | ↓15                                   |
| 72                                    | Lâm Gia An                            | C.Y.Studio                            | 839,694                               | ↓10                                   |
| 73                                    | Thiệu Hạ                              | Dream Entertainment                   | 817,781                               | ↑7                                    |
| 74                                    | Blair                                 | Mavericks Entertainment               | 773,905                               | ↓14                                   |
| 75                                    | Hứa Thi Nhân                          | Qigu Culture                          | 762,593                               | ↑1                                    |
| 76                                    | Phan Quân Nhã                         | Yuehua Entertainment                  | 731,793                               | ↓4                                    |
| 77                                    | Vương Nhã Lẫm                         | ETM Academy                           | 729,545                               | ↓4                                    |
| 78                                    | Hồ Duyệt Nhi                          | Zhiyi Media                           | 661,257                               | ↓10                                   |
| 79                                    | Trương Nhuế Manh                      | Mavericks Entertainment               | 655,834                               | ↓18                                   |
| 80                                    | Lý Thiên Vận                          | Checkmate Entertainment               | 645,663                               | ↓13                                   |
| 81                                    | Trần Di Phàm                          | YY Media                              | 638,741                               | ↓11                                   |
| 82                                    | Trần Ngữ Yên                          | Z-Cherry Culture                      | 555,296                               | ↓11                                   |
| 83                                    | Vương Diệc Nhiên                      | Banana Culture Entertainment          | 535,130                               | –                                     |
| 84                                    | Hạ Thi Khiết                          | Z-Cherry Culture                      | 477,908                               | ↓9                                    |
| 85                                    | Lưu Vũ San                            | HIM International Music               | 450,740                               | ↑1                                    |
| 86                                    | JC                                    | Huanri Shiji Culture                  | 439,433                               | ↓9                                    |
| 87                                    | Dương Mỹ Linh                         | Wenlan Culture                        | 422,721                               | ↓3                                    |
| 88                                    | Lưu Ni Di                             | Banana Culture Entertainment          | 412,835                               | ↓3                                    |
| 89                                    | Hàn Đan                               | Zimei Tao Culture                     | 340,106                               | –                                     |
| 90                                    | Vương Cúc                             | Thực tập sinh tự do                   | 321,971                               | ↑4                                    |
| 91                                    | Duẫn Nhu Ý                            | Huanri Shiji Culture                  | 246,393                               | ↓1                                    |
| 92                                    | La Thiên Thư                          | Thực tập sinh tự do                   | 237,213                               | ↓1                                    |
| 93                                    | Dương Hàm                             | Checkmate Entertainment               | 231,717                               | –                                     |
| 94                                    | Lưu Giai Oánh                         | Rhonin Studio                         | 203,589                               | ↓2                                    |
| 95                                    | Ngô Quân Đình                         | HIM International Music               | 183,129                               | –                                     |
| 96                                    | Vương Mạn Quân                        | Banana Culture Entertainment          | 125,390                               | –                                     |
| 97                                    | Trương Du Văn                         | Rhonin Studio                         | 86,686                                | ↑1                                    |
| 98                                    | Nhan Khả Hân                          | ETM Academy                           | 81,633                                | ↓1                                    |
| 99                                    | Vương Giác Manh                       | Lajin Media                           | 75,360                                | –                                     |
| 100                                   | Khâu Lộ Tình                          | Huanri Shiji Culture                  | 62,674                                | –                                     |

| Danh sách xếp hạng thực tập sinh dự bị lần 1 | Danh sách xếp hạng thực tập sinh dự bị lần 1 | Danh sách xếp hạng thực tập sinh dự bị lần 1 | Danh sách xếp hạng thực tập sinh dự bị lần 1 |
| Hạng                                         | Tên                                          | Công ty                                      | Người hồi sinh                               |
| -------------------------------------------- | -------------------------------------------- | -------------------------------------------- | -------------------------------------------- |
| 59                                           | Tưởng Thân                                   | Qigu Culture                                 | Mạnh Mỹ Kỳ                                   |
| 63                                           | Lưu Niệm                                     | AKB48-CHINA                                  | Đoàn Áo Quyên                                |
| 75                                           | Hứa Thi Nhân                                 | Qigu Culture                                 | Dương Siêu Việt                              |
| 82                                           | Trần Ngữ Yên                                 | Z-Cherry Culture                             | Trần Phương Ngữ                              |
| 90                                           | Vương Cúc                                    | Thực tập sinh tự do                          | Yamy                                         |
| 92                                           | La Thiên Thư                                 | Thực tập sinh tự do                          | Cường Đông Nguyệt                            |
| 93                                           | Dương Hàm                                    | Checkmate Entertainment                      | Triệu Nghiêu Kha                             |

### Tập 5
- Phân nhóm, lựa chọn bài hát, sáng tác, diễn tập trước buổi biểu diễn thứ hai.
- Khách mời: Mã Đông, Lâm Hựu Gia.

| Xếp hạng tập 5 | Xếp hạng tập 5    | Xếp hạng tập 5                        | Xếp hạng tập 5 | Xếp hạng tập 5 |
| Hạng           | Tên               | Công ty                               | Bình chọn      | Thay đổi       |
| -------------- | ----------------- | ------------------------------------- | -------------- | -------------- |
| 1              | Mạnh Mỹ Kỳ        | Yuehua Entertaiment                   | 12,923,484     | ↑3             |
| 2              | Ngô Tuyên Nghi    | Yuehua Entertaiment                   | 10,901,428     | ↓1             |
| 3              | Yamy              | JC Universe Entertainment             | 10,050,341     | ↓1             |
| 4              | Dương Siêu Việt   | Wenlan Culture                        | 9,632,579      | ↓1             |
| 5              | Trương Tử Ninh    | Mavericks Entertainment               | 8,295,545      | ↑13            |
| 6              | Đoàn Áo Quyên     | Long WuTian Culture                   | 7,772,647      | –              |
| 7              | Cường Đông Nguyệt | Banana Culture Entertainment          | 7,105,808      | ↓2             |
| 8              | Sunnee            | K-L Entertainment                     | 7,049,377      | ↓1             |
| 9              | Phó Tinh          | Banana Culture Entertainment          | 6,990,122      | ↑1             |
| 10             | Lý Tử Tuyền       | OACA                                  | 6,540,723      | ↓1             |
| 11             | Lý Tử Đình        | Huaying Yixing                        | 5,908,093      | –              |
| 12             | Lại Mỹ Vân        | Qigu Culture                          | 5,117,773      | ↑4             |
| 13             | Cao Thu Tử        | Zimei Tao Culture                     | 4,976,629      | ↑7             |
| 14             | Lưu Nhân Ngữ      | ETM Academy                           | 4,471,370      | ↑8             |
| 15             | Cao Dĩnh Hy       | SDT Entertainment                     | 4,122,909      | ↑14            |
| 16             | Từ Mộng Khiết     | Zimei Tao Culture                     | 3,571,114      | ↓1             |
| 17             | Trần Phương Ngữ   | Universal Music Taiwan (Record label) | 2,939,397      | ↓9             |
| 18             | Triệu Nghiêu Kha  | K-L Entertainment                     | 2,770,549      | ↓6             |
| 19             | Thích Nghiên Địch | Huayi Brothers                        | 2,665,678      | ↑8             |
| 20             | Lữ Tiểu Vũ        | Mango Entertainment                   | 2,623,942      | ↓1             |
| 21             | Lộc Tiểu Thảo     | Ivy Culture                           | 2,440,424      | ↑15            |
| 22             | Ngô Thiên Doanh   | SDT Entertainment                     | 1,516,554      | ↑11            |
| 23             | Hứa Tĩnh Vận      | Emperor Entertainment Group           | 1,343,783      | ↑31            |
| 24             | Phạm Vy           | YY Media                              | 1,332,536      | ↑2             |
| 25             | Vương Mạc Hàm     | DongLun Media                         | 1,290,565      | ↑24            |
| 26             | Nhiệt Y Na        | Esee Model Management                 | 1,258,441      | ↓5             |
| 27             | Vương Tình        | K-L Entertainment                     | 1,189,471      | ↓14            |
| 28             | Tiêu Mạn Đình     | Sanmei Entertainment                  | 1,113,354      | ↓4             |
| 29             | Ngô Ánh Hương     | T-Trainee Culture                     | 1,064,788      | ↓12            |
| 30             | Vu Mỹ Hồng        | K-L Entertainment                     | 976,938        | –              |
| 31             | Vương Đình        | Poodoo Entertainment                  | 969,327        | ↑14            |
| 32             | Ngụy Cẩn          | JC Universe Entertainment             | 929,187        | –              |
| 33             | La Di Điềm        | JC Universe Entertainment             | 925,087        | ↑4             |
| 34             | Cát Giai Tuệ      | Thực tập sinh tự do                   | 913,788        | ↓20            |
| 35             | Trần Ý Hàm        | JOY Entertainment                     | 891,780        | ↓4             |
| 36             | La Dịch Giai      | ETM Academy                           | 875,922        | ↓13            |
| 37             | Sửu Sửu           | JC Universe Entertainment             | 826,043        | ↑6             |
| 38             | Tưởng Thân        | Qigu Culture                          | 807,257        | ↑18            |
| 39             | Tô Nhuế Manh      | ETM Academy                           | 774,424        | ↓11            |
| 40             | Câu Tuyết Oánh    | Poodoo Entertainment                  | 773,887        | ↑7             |
| 41             | Giang Cảnh Nhi    | Yuehua Entertainment                  | 702,822        | ↑11            |
| 42             | Cúc Lân           | Dream Entertainment                   | 700,369        | ↑8             |
| 43             | Lưu Đan Manh      | ReDu Music                            | 695,320        | ↓5             |
| 44             | La Trí Nghi       | JC Universe Entertainment             | 643,509        | ↓3             |
| 45             | Chu Thiên Thiên   | Super Jet Entertainment               | 614,699        | ↓10            |
| 46             | Đỗ Kim Vũ         | JC Universe Entertainment             | 608,667        | ↓2             |
| 47             | Lưu Niệm          | AKB48-China                           | 552,757        | ↑10            |
| 48             | Trương Khê        | Yuehua Entertainment                  | 533,830        | ↓6             |
| 49             | Dương Băng        | Z-Cherry Culture                      | 527,877        | ↑6             |
| 50             | Lưu Tư Tiêm       | YY Media                              | 446,299        | ↓16            |
| 51             | Mena              | Yuehua Entertainment                  | 369,717        | ↓11            |
| 52             | Trương Sở Hàn     | Huakai Banxia Culture                 | 343,664        | ↓4             |
| 53             | Doãn Nhụy         | JXJY Culture                          | 322,312        | ↓14            |
| 54             | Ngô Thiến         | YY Media                              | 301,971        | ↓3             |
| 55             | Vương Cúc         | Thực tập sinh tự do                   | 247,249        | ↑3             |
| 56             | Hướng Du Tinh     | YY Media                              | 204,103        | ↓10            |
| 57             | Lưu Đức Hy        | Super Jet Entertainment               | 202,725        | ↓4             |
| 58             | Mã Hưng Ngọc      | ETM Academy                           | 40,774         | ↓33            |

### Tập 6
- Kiểm tra khả năng chuyên môn trên sân khấu.
- Đặc biệt chủ trì: Trần Gia Hoa.
- Theo số lượng thành viên trong mỗi nhóm, khán giả sẽ được bình chọn 3 thực tập sinh (nhóm ''Liar'' là 2). Kết thúc màn trình diễn, 3 trong số 7 thành viên dự thính được bình chọn nhiều nhất sẽ khôi phục chức danh thực tập sinh chính thức. Vào ngày sau buổi biểu diễn, cổng bình chọn được mở lúc 0:00.
- Người có lượt bình chọn nhiều nhất là Lữ Tiểu Vũ
- Đội trưởng là người có nhiều lượt thích nhất trong buổi lễ xếp hạng đầu tiên, được in đậm, người quan sát tự động vào cùng một đội với người có nhiều lượt thích nhất trong nhóm trong buổi biểu diễn đầu tiên, được gạch chân; in nghiêng.

| Nội dung tiết mục tập 6 | Nội dung tiết mục tập 6 | Nội dung tiết mục tập 6 | Nội dung tiết mục tập 6  | Nội dung tiết mục tập 6                     | Nội dung tiết mục tập 6               | Nội dung tiết mục tập 6 | Nội dung tiết mục tập 6 |
| Thứ tự                  | Đội                     | Bản gốc                 | Ca khúc                  | Tên nhóm                                    | Công ty                               | Thành viên              | Bình chọn               |
| ----------------------- | ----------------------- | ----------------------- | ------------------------ | ------------------------------------------- | ------------------------------------- | ----------------------- | ----------------------- |
| 1                       | Vũ đạo                  | Cung Lâm Na             | Thấp thỏm                | Nàng Tiên Cá                                | Yuehua Entertainment                  | Mạnh Mỹ Kỳ              | 562                     |
| 1                       | Vũ đạo                  | Cung Lâm Na             | Thấp thỏm                | Nàng Tiên Cá                                | Qigu Culture                          | Tưởng Thân              | 533                     |
| 1                       | Vũ đạo                  | Cung Lâm Na             | Thấp thỏm                | Nàng Tiên Cá                                | Z-Cherry Culture                      | Dương Băng              | 268                     |
| 1                       | Vũ đạo                  | Cung Lâm Na             | Thấp thỏm                | Nàng Tiên Cá                                | Yuehua Entertainment                  | Mena                    | 208                     |
| 1                       | Vũ đạo                  | Cung Lâm Na             | Thấp thỏm                | Nàng Tiên Cá                                | JC Universe Entertainment             | Đỗ Kim Vũ               | 123                     |
| 2                       | Sáng tác                | Cả nhóm                 | Mộc Lan nói              | Bà Bị Tẩu Hỏa Nhập Ma Rồi, Có Sao Không Thế | JC Universe Entertainment             | Yamy                    | 348                     |
| 2                       | Sáng tác                | Cả nhóm                 | Mộc Lan nói              | Bà Bị Tẩu Hỏa Nhập Ma Rồi, Có Sao Không Thế | JC Universe Entertainment             | Ngụy Cẩn                | 404                     |
| 2                       | Sáng tác                | Cả nhóm                 | Mộc Lan nói              | Bà Bị Tẩu Hỏa Nhập Ma Rồi, Có Sao Không Thế | K-L Entertainment                     | Sunnee                  | 346                     |
| 2                       | Sáng tác                | Cả nhóm                 | Mộc Lan nói              | Bà Bị Tẩu Hỏa Nhập Ma Rồi, Có Sao Không Thế | Sanmei Entertainment                  | Tiêu Mạn Đình           | 304                     |
| 2                       | Sáng tác                | Cả nhóm                 | Mộc Lan nói              | Bà Bị Tẩu Hỏa Nhập Ma Rồi, Có Sao Không Thế | Thực tập sinh tự do                   | Vương Cúc               | 253                     |
| 2                       | Sáng tác                | Cả nhóm                 | Mộc Lan nói              | Bà Bị Tẩu Hỏa Nhập Ma Rồi, Có Sao Không Thế | Thực tập sinh tự do                   | Cát Giai Tuệ            | 104                     |
| 3                       | Sáng tác                | Cả nhóm                 | Thiếu nữ phiền phức      | Thiếu nữ phiền phức                         | Wenlan Culture                        | Dương Siêu Việt         | 252                     |
| 3                       | Sáng tác                | Cả nhóm                 | Thiếu nữ phiền phức      | Thiếu nữ phiền phức                         | ETM Academy                           | Lưu Nhân Ngữ            | 526                     |
| 3                       | Sáng tác                | Cả nhóm                 | Thiếu nữ phiền phức      | Thiếu nữ phiền phức                         | JOY Entertainment                     | Trần Ý Hàm              | 417                     |
| 3                       | Sáng tác                | Cả nhóm                 | Thiếu nữ phiền phức      | Thiếu nữ phiền phức                         | Ivy Culture                           | Lộc Tiểu Thảo           | 232                     |
| 3                       | Sáng tác                | Cả nhóm                 | Thiếu nữ phiền phức      | Thiếu nữ phiền phức                         | Qigu Culture                          | Hứa Thi Nhân            | 219                     |
| 3                       | Sáng tác                | Cả nhóm                 | Thiếu nữ phiền phức      | Thiếu nữ phiền phức                         | JC Universe Entertainment             | Sửu Sửu                 | 172                     |
| 4                       | Thanh nhạc              | Tôn Yến Tư              | Ngược sáng               | Thủy Tinh Tinh                              | Universal Music Taiwan (Record label) | Trần Phương Ngữ         | 326                     |
| 4                       | Thanh nhạc              | Tôn Yến Tư              | Ngược sáng               | Thủy Tinh Tinh                              | Huaying Yixing                        | Lý Tử Đình              | 569                     |
| 4                       | Thanh nhạc              | Tôn Yến Tư              | Ngược sáng               | Thủy Tinh Tinh                              | T-Trainee Culture                     | Ngô Ánh Hương           | 430                     |
| 4                       | Thanh nhạc              | Tôn Yến Tư              | Ngược sáng               | Thủy Tinh Tinh                              | Super Jet Entertainment               | Lưu Đức Hy              | 309                     |
| 4                       | Thanh nhạc              | Tôn Yến Tư              | Ngược sáng               | Thủy Tinh Tinh                              | Z-Cherry Culture                      | Trần Ngữ Yên            | 119                     |
| 5                       | Vũ đạo                  | Tao                     | Promise                  | Ngày Ngày Dùng Thực Lực Để Nói Chuyện       | Yuehua Entertainment                  | Ngô Tuyên Nghi          | 508                     |
| 5                       | Vũ đạo                  | Tao                     | Promise                  | Ngày Ngày Dùng Thực Lực Để Nói Chuyện       | Huakai Banxia Culture                 | Trương Sở Hàn           | 310                     |
| 5                       | Vũ đạo                  | Tao                     | Promise                  | Ngày Ngày Dùng Thực Lực Để Nói Chuyện       | DongLun Media                         | Vương Mạc Hàm           | 310                     |
| 5                       | Vũ đạo                  | Tao                     | Promise                  | Ngày Ngày Dùng Thực Lực Để Nói Chuyện       | Dream Entertainment                   | Cúc Lân                 | 255                     |
| 5                       | Vũ đạo                  | Tao                     | Promise                  | Ngày Ngày Dùng Thực Lực Để Nói Chuyện       | Yuehua Entertainment                  | Giang Cảnh Nhi          | 254                     |
| 5                       | Vũ đạo                  | Tao                     | Promise                  | Ngày Ngày Dùng Thực Lực Để Nói Chuyện       | Super Jet Entertainment               | Chu Thiên Thiên         | 91                      |
| 6                       | Vũ đạo                  | Taylor Swift            | Look what you made me do | Surprise                                    | Zimei Tao Culture                     | Từ Mộng Khiết           | 491                     |
| 6                       | Vũ đạo                  | Taylor Swift            | Look what you made me do | Surprise                                    | YY Media                              | Hướng Du Tinh           | 361                     |
| 6                       | Vũ đạo                  | Taylor Swift            | Look what you made me do | Surprise                                    | ETM Academy                           | Tô Nhuế Manh            | 323                     |
| 6                       | Vũ đạo                  | Taylor Swift            | Look what you made me do | Surprise                                    | JC Universe Entertainment             | La Di Điềm              | 321                     |
| 6                       | Vũ đạo                  | Taylor Swift            | Look what you made me do | Surprise                                    | YY Media                              | Ngô Thiến               | 224                     |
| 7                       | Thanh nhạc              | One Ok Rock             | Liar                     | Thiếu Nữ Phật Hệ                            | Banana Culture Entertainment          | Phó Tinh                | 397                     |
| 7                       | Thanh nhạc              | One Ok Rock             | Liar                     | Thiếu Nữ Phật Hệ                            | Mavericks Entertainment               | Trương Tử Ninh          | 465                     |
| 7                       | Thanh nhạc              | One Ok Rock             | Liar                     | Thiếu Nữ Phật Hệ                            | Huayi Brothers                        | Thích Nghiên Địch       | 206                     |
| 7                       | Thanh nhạc              | One Ok Rock             | Liar                     | Thiếu Nữ Phật Hệ                            | ETM Academy                           | La Dịch Giai            | 99                      |
| 8                       | Vũ đạo                  | Tiêu Toàn               | Điệu nhảy của rong biển  | Đội Rong Biển                               | OACA                                  | Lý Tử Tuyền             | 423                     |
| 8                       | Vũ đạo                  | Tiêu Toàn               | Điệu nhảy của rong biển  | Đội Rong Biển                               | SDT Entertainment                     | Ngô Thiên Doanh         | 442                     |
| 8                       | Vũ đạo                  | Tiêu Toàn               | Điệu nhảy của rong biển  | Đội Rong Biển                               | K-L Entertainment                     | Vu Mỹ Hồng              | 326                     |
| 8                       | Vũ đạo                  | Tiêu Toàn               | Điệu nhảy của rong biển  | Đội Rong Biển                               | Yuehua Entertainment                  | Trương Khê              | 239                     |
| 8                       | Vũ đạo                  | Tiêu Toàn               | Điệu nhảy của rong biển  | Đội Rong Biển                               | ETM Academy                           | Mã Hưng Ngọc            | 119                     |
| 9                       | Thanh nhạc              | DJ Snake                | Let me love you          | Bạch Tuyết Nữ Hoàng Và Những Công Chúa      | Long WuTian Culture                   | Đoàn Áo Quyên           | 420                     |
| 9                       | Thanh nhạc              | DJ Snake                | Let me love you          | Bạch Tuyết Nữ Hoàng Và Những Công Chúa      | Emperor Entertainment Group           | Hứa Tĩnh Vận            | 479                     |
| 9                       | Thanh nhạc              | DJ Snake                | Let me love you          | Bạch Tuyết Nữ Hoàng Và Những Công Chúa      | Qigu Culture                          | Lại Mỹ Vân              | 458                     |
| 9                       | Thanh nhạc              | DJ Snake                | Let me love you          | Bạch Tuyết Nữ Hoàng Và Những Công Chúa      | Zimei Tao Culture                     | Cao Thu Tử              | 352                     |
| 9                       | Thanh nhạc              | DJ Snake                | Let me love you          | Bạch Tuyết Nữ Hoàng Và Những Công Chúa      | AKB48-CHINA                           | Lưu Niệm                | 151                     |
| 10                      | Vũ đạo                  | Hồ Ngạn Bân             | Yếu trung hảo            | Đội Chú Rể                                  | K-L Entertainment                     | Triệu Nghiêu Kha        | 295                     |
| 10                      | Vũ đạo                  | Hồ Ngạn Bân             | Yếu trung hảo            | Đội Chú Rể                                  | Poodoo Entertainment                  | Vương Đình              | 396                     |
| 10                      | Vũ đạo                  | Hồ Ngạn Bân             | Yếu trung hảo            | Đội Chú Rể                                  | ReDu Music                            | Lưu Đan Manh            | 271                     |
| 10                      | Vũ đạo                  | Hồ Ngạn Bân             | Yếu trung hảo            | Đội Chú Rể                                  | Checkmate Entertainment               | Dương Hàm               | 254                     |
| 10                      | Vũ đạo                  | Hồ Ngạn Bân             | Yếu trung hảo            | Đội Chú Rể                                  | JC Universe Entertainment             | La Trí Nghi             | 232                     |
| 11                      | Thanh nhạc              | Doãn Vị Lai             | Always                   | Váy Cỡ Lớn, Trái Tim Yêu Bạn Cũng Lớn       | Banana Culture Entertainment          | Cường Đông Nguyệt       | 284                     |
| 11                      | Thanh nhạc              | Doãn Vị Lai             | Always                   | Váy Cỡ Lớn, Trái Tim Yêu Bạn Cũng Lớn       | YY Media                              | Lưu Tư Tiêm             | 321                     |
| 11                      | Thanh nhạc              | Doãn Vị Lai             | Always                   | Váy Cỡ Lớn, Trái Tim Yêu Bạn Cũng Lớn       | Thực tập sinh tự do                   | La Thiên Thư            | 308                     |
| 11                      | Thanh nhạc              | Doãn Vị Lai             | Always                   | Váy Cỡ Lớn, Trái Tim Yêu Bạn Cũng Lớn       | Esee Model Management                 | Nhiệt Y Na              | 279                     |
| 11                      | Thanh nhạc              | Doãn Vị Lai             | Always                   | Váy Cỡ Lớn, Trái Tim Yêu Bạn Cũng Lớn       | Poodoo Entertainment                  | Câu Tuyết Oánh          | 256                     |
| 12                      | Vũ đạo                  | Bruno Mars              | Marry you                | Thần Cupid Của Bạn                          | K-L Entertainment                     | Vương Tình              | 286                     |
| 12                      | Vũ đạo                  | Bruno Mars              | Marry you                | Thần Cupid Của Bạn                          | Mango Entertainment                   | Lữ Tiểu Vũ              | 596                     |
| 12                      | Vũ đạo                  | Bruno Mars              | Marry you                | Thần Cupid Của Bạn                          | YY Media                              | Phạm Vy                 | 368                     |
| 12                      | Vũ đạo                  | Bruno Mars              | Marry you                | Thần Cupid Của Bạn                          | SDT Entertainment                     | Cao Dĩnh Hy             | 334                     |
| 12                      | Vũ đạo                  | Bruno Mars              | Marry you                | Thần Cupid Của Bạn                          | JXJY Culture                          | Doãn Nhụy               | 247                     |

| Kết quả bình chọn thực tập sinh dự bị lần 2 | Kết quả bình chọn thực tập sinh dự bị lần 2 | Kết quả bình chọn thực tập sinh dự bị lần 2 | Kết quả bình chọn thực tập sinh dự bị lần 2 |
| Thứ tự                                      | Tên                                         | Công ty                                     | Bình chọn                                   |
| ------------------------------------------- | ------------------------------------------- | ------------------------------------------- | ------------------------------------------- |
| 1                                           | Tưởng Thân                                  | Qigu Culture                                | 301                                         |
| 2                                           | Vương Cúc                                   | Thực tập sinh tự do                         | 90                                          |
| 3                                           | Lưu Niệm                                    | AKB48-CHINA                                 | 59                                          |
| 4                                           | Dương Hàm                                   | Checkmate Entertainment                     | 56                                          |
| 5                                           | Cát Giai Tuệ                                | Thực tập sinh tự do                         | 49                                          |
| 6                                           | Hứa Thi Nhân                                | Qigu Culture                                | 36                                          |
| 7                                           | Trần Ngữ Yên                                | Z-Cherry Culture                            | 36                                          |

| Xếp hạng tập 6 | Xếp hạng tập 6    | Xếp hạng tập 6                        | Xếp hạng tập 6 | Xếp hạng tập 6 | Xếp hạng tập 6 |
| Hạng           | Tên               | Công ty                               | Bình chọn      | Thay đổi       | Tăng           |
| -------------- | ----------------- | ------------------------------------- | -------------- | -------------- | -------------- |
| 1              | Mạnh Mỹ Kỳ        | Yuehua Entertainment                  | 34,326,123     | –              | 21,402,639     |
| 2              | Dương Siêu Việt   | Wenlan Culture                        | 28,155,942     | ↑2             | 18,523,363     |
| 3              | Ngô Tuyên Nghi    | Yuehua Entertainment                  | 27,836,552     | ↓1             | 16,935,124     |
| 4              | Yamy              | JC Universe Entertainment             | 27,255,441     | ↓1             | 17,205,100     |
| 5              | Trương Tử Ninh    | Mavericks Entertainment               | 17,495,248     | –              | 9,199,703      |
| 6              | Lý Tử Đình        | Huaying Yixing                        | 17,226,931     | ↑5             | 11,318,838     |
| 7              | Sunnee            | K-L Entertainment                     | 16,458,736     | ↑1             | 9,409,359      |
| 8              | Đoàn Áo Quyên     | Zimei Tao Culture                     | 16,165,656     | ↓2             | 8,393,009      |
| 9              | Phó Tinh          | Banana Culture Entertainment          | 16,163,370     | –              | 9,173,248      |
| 10             | Cường Đông Nguyệt | Banana Culture Entertainment          | 16,124,496     | ↓3             | 9,018,688      |
| 11             | Cao Thu Tử        | Zimei Tao Culture                     | 12,839,729     | ↑2             | 7,863,100      |
| 12             | Cao Dĩnh Hy       | SDT Entertainment                     | 12,809,039     | ↑3             | 8,686,130      |
| 13             | Lý Tử Tuyền       | OACA                                  | 12,761,414     | ↓3             | 6,220,691      |
| 14             | Lại Mỹ Vân        | Qigu Culture                          | 11,780,649     | ↓2             | 6,662,876      |
| 15             | Lưu Nhân Ngữ      | ETM Academy                           | 11,084,365     | ↓1             | 6,612,995      |
| 16             | Từ Mộng Khiết     | Zimei Tao Culture                     | 10,174,802     | –              | 6,603,688      |
| 17             | Thích Nghiên Địch | Huayi Brothers                        | 9,892,062      | ↑2             | 7,226,384      |
| 18             | Triệu Nghiêu Kha  | K-L Entertainment                     | 8,705,186      | –              | 5,934,637      |
| 19             | Vương Mạc Hàm     | DongLun Media                         | 7,871,301      | ↑6             | 6,580,736      |
| 20             | Tiêu Mạn Đình     | Sanmei Entertainment                  | 7,439,548      | ↑8             | 6,326,194      |
| 21             | Trần Phương Ngữ   | Universal Music Taiwan (Record label) | 6,960,037      | ↓4             | 4,020,640      |
| 22             | Lữ Tiểu Vũ        | Mango Entertainment                   | 6,361,039      | ↓2             | 3,737,097      |
| 23             | Lộc Tiểu Thảo     | Ivy Culture                           | 4,344,477      | ↓2             | 1,904,053      |
| 24             | Ngô Thiên Doanh   | SDT Entertainment                     | 4,339,993      | ↓2             | 2,823,439      |
| 25             | Ngô Ánh Hương     | T-Trainee Culture                     | 4,318,425      | ↑4             | 3,253,637      |
| 26             | Tưởng Thân        | Qigu Culture                          | 3,868,551      | ↑12            | 3,061,294      |
| 27             | La Di Điềm        | JC Universe Entertainment             | 3,606,816      | ↑6             | 2,681,729      |
| 28             | Hứa Tĩnh Vận      | Emperor Entertainment Group           | 3,375,239      | ↓5             | 2,031,456      |
| 29             | Tô Nhuế Manh      | ETM Academy                           | 3,280,750      | ↑10            | 2,506,326      |
| 30             | Phạm Vy           | YY Media                              | 3,271,979      | ↓6             | 1,939,443      |
| 31             | La Dịch Giai      | ETM Academy                           | 3,177,158      | ↑5             | 2,301,236      |
| 32             | Ngụy Cẩn          | JC Universe Entertainment             | 3,151,458      | –              | 2,222,271      |
| 33             | Vương Tình        | K-L Entertainment                     | 2,888,200      | ↓6             | 1,698,729      |
| 34             | Lưu Đan Manh      | ReDu Music                            | 2,823,797      | ↑9             | 2,128,477      |
| 35             | Nhiệt Y Na        | Esee Model Management                 | 2,675,567      | ↓9             | 1,417,126      |
| 36             | Vương Cúc         | Thực tập sinh tự do                   | 2,606,886      | ↑19            | 2,359,637      |
| 37             | Trần Ý Hàm        | JOY Entertainment                     | 2,547,340      | ↓2             | 1,655,560      |
| 38             | Đỗ Kim Vũ         | JC Universe Entertainment             | 2,451,340      | ↑8             | 1,842,673      |
| 39             | Vu Mỹ Hồng        | K-L Entertainment                     | 2,389,777      | ↓9             | 1,412,839      |
| 40             | Chu Thiên Thiên   | Super Jet Entertainment               | 2,273,235      | ↑5             | 1,658,536      |
| 41             | Lưu Niệm          | AKB48-China                           | 2,056,222      | ↑6             | 1,503,465      |
| 42             | Cát Giai Tuệ      | Thực tập sinh tự do                   | 1,968,252      | ↓8             | 1,054,464      |
| 43             | Vương Đình        | Poodoo Entertainment                  | 1,888,288      | ↓12            | 918,961        |
| 44             | Sửu Sửu           | JC Universe Entertainment             | 1,837,461      | ↓7             | 1,011,418      |
| 45             | Cúc Lân           | Dream Entertainment                   | 1,716,498      | ↓3             | 1,016,129      |
| 46             | Giang Cảnh Nhi    | Yuehua Entertainment                  | 1,524,418      | ↓5             | 821,596        |
| 47             | Câu Tuyết Oánh    | Poodoo Entertainment                  | 1,267,906      | ↓7             | 494,019        |
| 48             | Dương Băng        | Z-Cherry Culture                      | 1,291,741      | ↑1             | 763,864        |
| 49             | La Trí Nghi       | JC Universe Entertainment             | 1,267,906      | ↓5             | 624,397        |
| 50             | Trương Khê        | Yuehua Entertainment                  | 1,264,555      | ↓2             | 730,725        |
| 51             | Mena              | Yuehua Entertainment                  | 1,132,418      | –              | 762,701        |
| 52             | Lưu Tư Tiêm       | YY Media                              | 926,913        | ↓2             | 480,614        |
| 53             | Lưu Đức Hy        | Super Jet Entertainment               | 917,889        | ↑4             | 715,164        |
| 54             | Doãn Nhụy         | JXJY Culture                          | 772,530        | ↓1             | 450,218        |
| 55             | Mã Hưng Ngọc      | ETM Academy                           | 771,615        | ↑3             | 730,841        |
| 56             | Trương Sở Hàn     | Huakai Banxia Culture                 | 767,790        | ↓4             | 424,126        |
| 57             | Ngô Thiến         | YY Media                              | 755,735        | ↓3             | 453,764        |
| 58             | Hướng Du Tinh     | YY Media                              | 682,229        | ↓2             | 478,126        |

### Tập 7
- Đi mua sắm, trang trí ký túc xá và ăn.
- Lễ xếp hạng thứ 2 (vòng loại trừ thứ 3): Từ 1 đến 11 được xếp lớp lại là A, từ 12 đến 23 được xếp lớp lại là B và từ 24 đến 36 được xếp lớp lại là C, hủy lớp D và loại bỏ người hạng từ 37 đến 58.
- Những điều bạn không biết về chúng tôi: Thành viên thể hiện tài năng
- Phát hành sáu bản demo và công bố danh sách C của mỗi đội

| Xếp hạng tập 7(Lễ xếp hạng thứ 2) | Xếp hạng tập 7(Lễ xếp hạng thứ 2) | Xếp hạng tập 7(Lễ xếp hạng thứ 2)     | Xếp hạng tập 7(Lễ xếp hạng thứ 2) | Xếp hạng tập 7(Lễ xếp hạng thứ 2) |
| Hạng                              | Tên                               | Công ty                               | Bình chọn                         | Thay đổi                          |
| Lớp A（Hạng 1-11）                | Lớp A（Hạng 1-11）                | Lớp A（Hạng 1-11）                    | Lớp A（Hạng 1-11）                | Lớp A（Hạng 1-11）                |
| --------------------------------- | --------------------------------- | ------------------------------------- | --------------------------------- | --------------------------------- |
| 1                                 | Mạnh Mỹ Kỳ                        | Yuehua Entertainment                  | 45,786,083                        | –                                 |
| 2                                 | Dương Siêu Việt                   | Wenlan Culture                        | 37,070,192                        | –                                 |
| 3                                 | Ngô Tuyên Nghi                    | Yuehua Entertainment                  | 36,741,355                        | –                                 |
| 4                                 | Yamy                              | JC Universe Entertainment             | 36,045,018                        | –                                 |
| 5                                 | Đoàn Áo Quyên                     | Long WuTian Culture                   | 23,867,298                        | ↑3                                |
| 6                                 | Lý Tử Đình                        | Huaying Yixing                        | 23,470,936                        | –                                 |
| 7                                 | Trương Tử Ninh                    | Mavericks Entertainment               | 22,548,326                        | ↓2                                |
| 8                                 | Sunnee                            | K-L Entertainment                     | 22,347,014                        | ↓1                                |
| 9                                 | Phó Tinh                          | Banana Culture Entertainment          | 19,702,307                        | –                                 |
| 10                                | Cường Đông Nguyệt                 | Banana Culture Entertainment          | 18,368,331                        | –                                 |
| 11                                | Cao Thu Tử                        | Zimei Tao Culture                     | 16,492,536                        | –                                 |
| Lớp B（Hạng 12-23）               |                                   |                                       |                                   |                                   |
| 12                                | Cao Dĩnh Hy                       | SDT Entertainment                     | 16,379,020                        | –                                 |
| 13                                | Lý Tử Tuyền                       | OACA                                  | 16,362,825                        | –                                 |
| 14                                | Lại Mỹ Vân                        | Qigu Culture                          | 16,208,201                        | –                                 |
| 15                                | Lưu Nhân Ngữ                      | ETM Academy                           | 15,404,241                        | –                                 |
| 16                                | Từ Mộng Khiết                     | Zimei Tao Culture                     | 12,354,006                        | –                                 |
| 17                                | Thích Nghiên Địch                 | Huayi Brothers                        | 11,428,349                        | –                                 |
| 18                                | Triệu Nghiêu Kha                  | K-L Entertainment                     | 9,886,493                         | –                                 |
| 19                                | Trần Phương Ngữ                   | Universal Music Taiwan (Record label) | 9,118,375                         | ↑2                                |
| 20                                | Lữ Tiểu Vũ                        | Mango Entertainment                   | 9,008,861                         | ↑2                                |
| 21                                | Vương Mạc Hàm                     | DongLun Media                         | 8,678,938                         | ↓2                                |
| 22                                | Tiêu Mạn Đình                     | Sanmei Entertainment                  | 8,139,250                         | ↓2                                |
| 23                                | Vương Cúc                         | Thực tập sinh tự do                   | 6,613,615                         | ↑13                               |
| Lớp C（Hạng 24-36）               |                                   |                                       |                                   |                                   |
| 24                                | Ngô Thiên Doanh                   | SDT Entertainment                     | 6,415,817                         | –                                 |
| 25                                | Tưởng Thân                        | Qigu Culture                          | 6,286,765                         | ↑1                                |
| 26                                | Ngô Ánh Hương                     | T-Trainee Culture                     | 6,003,610                         | ↓1                                |
| 27                                | Ngụy Cẩn                          | JC Universe Entertainment             | 5,575,771                         | ↑5                                |
| 28                                | Lộc Tiểu Thảo                     | Ivy Culture                           | 5,273,739                         | ↓5                                |
| 29                                | Tô Nhuế Manh                      | ETM Academy                           | 5,115,759                         | –                                 |
| 30                                | La Di Điềm                        | JC Universe Entertainment             | 5,040,117                         | ↓3                                |
| 31                                | Hứa Tĩnh Vận                      | Emperor Entertainment Group           | 4,946,696                         | ↓3                                |
| 32                                | La Dịch Giai                      | ETM Academy                           | 4,755,317                         | ↓1                                |
| 33                                | Phạm Vy                           | YY Media                              | 4,627,632                         | ↓3                                |
| 34                                | Vương Đình                        | Poodoo Entertainment                  | 4,598,287                         | ↑9                                |
| 35                                | Trần Ý Hàm                        | JOY Entertainment                     | 4,558,134                         | ↑2                                |
| 36                                | Lưu Đan Manh                      | ReDu Music                            | 4,542,947                         | ↓2                                |
| Bị loại                           |                                   |                                       |                                   |                                   |
| 37                                | Đỗ Kim Vũ                         | JC Universe Entertainment             | 4,507,234                         | ↑1                                |
| 38                                | Chu Thiên Thiên                   | Super Jet Entertainment               | 3,926,647                         | ↑2                                |
| 39                                | Vương Tình                        | K-L Entertainment                     | 3,825,184                         | ↓6                                |
| 40                                | Nhiệt Y Na                        | Esee Model Management                 | 3,438,499                         | ↓5                                |
| 41                                | Vu Mỹ Hồng                        | K-L Entertainment                     | 3,300,246                         | ↓2                                |
| 42                                | Lưu Niệm                          | AKB48-China                           | 2,718,909                         | ↓1                                |
| 43                                | Cát Giai Tuệ                      | Thực tập sinh tự do                   | 2,494,313                         | ↓1                                |
| 44                                | Sửu Sửu                           | JC Universe Entertainment             | 2,324,936                         | –                                 |
| 45                                | Cúc Lân                           | Dream Entertainment                   | 2,248,504                         | –                                 |
| 46                                | Lưu Đức Hy                        | Super Jet Entertainment               | 2,150,886                         | ↑7                                |
| 47                                | Giang Cảnh Nhi                    | Yuehua Entertainment                  | 1,911,138                         | ↓1                                |
| 48                                | Câu Tuyết Oánh                    | Poodoo Entertainment                  | 1,854,453                         | ↓1                                |
| 49                                | Dương Băng                        | Z-Cherry Culture                      | 1,839,200                         | ↓1                                |
| 50                                | La Trí Nghi                       | JC Universe Entertainment             | 1,775,949                         | ↓1                                |
| 51                                | Trương Khê                        | Yuehua Entertainment                  | 1,688,776                         | ↓1                                |
| 52                                | Mena                              | Yuehua Entertainment                  | 1,563,789                         | ↓1                                |
| 53                                | Mã Hưng Ngọc                      | ETM Academy                           | 1,431,701                         | ↑2                                |
| 54                                | Lưu Tư Tiêm                       | YY Media                              | 1,165,349                         | ↓2                                |
| 55                                | Trương Sở Hàn                     | Huakai Banxia Culture                 | 1,149,887                         | ↑1                                |
| 56                                | Hướng Du Tinh                     | YY Media                              | 1,047,790                         | ↑2                                |
| 57                                | Ngô Thiến                         | YY Media                              | 1,007,231                         | –                                 |
| 58                                | Doãn Nhụy                         | JXJY Culture                          | 995,143                           | ↓4                                |

### Tập 8
- Thể hiện bài hát được sáng tác riêng.
- Vị trí C được tạo bởi khán giả và được in đậm.
- Người được khán giả bình chọn nhiều nhất là Trương Tử Ninh, người sẽ nhận được phần thưởng bí ẩn, nhóm có thành tích tốt nhất này là "Tôi là kiểu con gái ấy", và cả nhóm sẽ có được khóa đào tạo độc quyền của nhóm cố vấn.

| Nội dung tiết mục tập 8 | Nội dung tiết mục tập 8 | Nội dung tiết mục tập 8                        | Nội dung tiết mục tập 8 | Nội dung tiết mục tập 8 | Nội dung tiết mục tập 8               | Nội dung tiết mục tập 8 | Nội dung tiết mục tập 8 | Nội dung tiết mục tập 8 |
| Thứ tự                  | Ca khúc                 | Sáng tác                                       | Nhóm                    | Khách mời hỗ trợ        | Công ty                               | Thành viên              | Bình chọn cá nhân       | Bình chọn nhóm          |
| ----------------------- | ----------------------- | ---------------------------------------------- | ----------------------- | ----------------------- | ------------------------------------- | ----------------------- | ----------------------- | ----------------------- |
| 1                       | Nước mắt vòng đu quay   | Kim Chí Văn                                    | Thích Bạn               | Hồ Nhất Thiên           | Mavericks Entertainment               | Trương Tử Ninh          | 563                     | 123                     |
| 1                       | Nước mắt vòng đu quay   | Kim Chí Văn                                    | Thích Bạn               | Hồ Nhất Thiên           | K-L Entertainment                     | Sunnee                  | 116                     | 123                     |
| 1                       | Nước mắt vòng đu quay   | Kim Chí Văn                                    | Thích Bạn               | Hồ Nhất Thiên           | Banana Culture Entertainment          | Cường Đông Nguyệt       | 32                      | 123                     |
| 1                       | Nước mắt vòng đu quay   | Kim Chí Văn                                    | Thích Bạn               | Hồ Nhất Thiên           | Qigu Culture                          | Tưởng Thân              | 32                      | 123                     |
| 1                       | Nước mắt vòng đu quay   | Kim Chí Văn                                    | Thích Bạn               | Hồ Nhất Thiên           | JOY Entertainment                     | Trần Ý Hàm              | 30                      | 123                     |
| 1                       | Nước mắt vòng đu quay   | Kim Chí Văn                                    | Thích Bạn               | Hồ Nhất Thiên           | JC Universe Entertainment             | Ngụy Cẩn                | 21                      | 123                     |
| 2                       | Shiny                   | Trịnh Nam                                      | Đom Đóm Shiny           | Hùng Tử Kỳ              | Yuehua Entertainment                  | Ngô Tuyên Nghi          | 326                     | 156                     |
| 2                       | Shiny                   | Trịnh Nam                                      | Đom Đóm Shiny           | Hùng Tử Kỳ              | Banana Culture Entertainment          | Phó Tinh                | 153                     | 156                     |
| 2                       | Shiny                   | Trịnh Nam                                      | Đom Đóm Shiny           | Hùng Tử Kỳ              | SDT Entertainment                     | Cao Dĩnh Hy             | 134                     | 156                     |
| 2                       | Shiny                   | Trịnh Nam                                      | Đom Đóm Shiny           | Hùng Tử Kỳ              | ETM Academy                           | Tô Nhuế Manh            | 72                      | 156                     |
| 2                       | Shiny                   | Trịnh Nam                                      | Đom Đóm Shiny           | Hùng Tử Kỳ              | YY Media                              | Phạm Vy                 | 63                      | 156                     |
| 2                       | Shiny                   | Trịnh Nam                                      | Đom Đóm Shiny           | Hùng Tử Kỳ              | ETM Academy                           | La Dịch Giai            | 23                      | 156                     |
| 3                       | Tôi là kiểu con gái ấy  | Hồ Ngạn Bân                                    | Thiếu Nữ Của Bạn        | Tiêu Chiến              | Yuehua Entertainment                  | Mạnh Mỹ Kỳ              | 330                     | 286                     |
| 3                       | Tôi là kiểu con gái ấy  | Hồ Ngạn Bân                                    | Thiếu Nữ Của Bạn        | Tiêu Chiến              | ETM Academy                           | Lưu Nhân Ngữ            | 143                     | 286                     |
| 3                       | Tôi là kiểu con gái ấy  | Hồ Ngạn Bân                                    | Thiếu Nữ Của Bạn        | Tiêu Chiến              | Huaying Yixing                        | Lý Tử Đình              | 124                     | 286                     |
| 3                       | Tôi là kiểu con gái ấy  | Hồ Ngạn Bân                                    | Thiếu Nữ Của Bạn        | Tiêu Chiến              | Zimei Tao Culture                     | Từ Mộng Khiết           | 92                      | 286                     |
| 3                       | Tôi là kiểu con gái ấy  | Hồ Ngạn Bân                                    | Thiếu Nữ Của Bạn        | Tiêu Chiến              | Zimei Tao Culture                     | Cao Thu Tử              | 55                      | 286                     |
| 3                       | Tôi là kiểu con gái ấy  | Hồ Ngạn Bân                                    | Thiếu Nữ Của Bạn        | Tiêu Chiến              | Poodoo Entertainment                  | Vương Đình              | 19                      | 286                     |
| 4                       | Không phụ thanh xuân    | Maria Stratton / K.Chozen / Renzo Bravo        | Không Sợ Thanh Xuân     | Mao Bất Dịch            | Wenlan Culture                        | Dương Siêu Việt         | 111                     | 41                      |
| 4                       | Không phụ thanh xuân    | Maria Stratton / K.Chozen / Renzo Bravo        | Không Sợ Thanh Xuân     | Mao Bất Dịch            | Huayi Brothers                        | Thích Nghiên Địch       | 330                     | 41                      |
| 4                       | Không phụ thanh xuân    | Maria Stratton / K.Chozen / Renzo Bravo        | Không Sợ Thanh Xuân     | Mao Bất Dịch            | SDT Entertainment                     | Ngô Thiên Doanh         | 129                     | 41                      |
| 4                       | Không phụ thanh xuân    | Maria Stratton / K.Chozen / Renzo Bravo        | Không Sợ Thanh Xuân     | Mao Bất Dịch            | Mango Entertainment                   | Lữ Tiểu Vũ              | 115                     | 41                      |
| 4                       | Không phụ thanh xuân    | Maria Stratton / K.Chozen / Renzo Bravo        | Không Sợ Thanh Xuân     | Mao Bất Dịch            | ReDu Music                            | Lưu Đan Manh            | 71                      | 41                      |
| 4                       | Không phụ thanh xuân    | Maria Stratton / K.Chozen / Renzo Bravo        | Không Sợ Thanh Xuân     | Mao Bất Dịch            | Sanmei Entertainment                  | Tiêu Mạn Đình           | 54                      | 41                      |
| 5                       | Con nhà người ta        | master key / ear attack                        | Đứa Trẻ Bản Xứ          | Vương Nhất Bác          | JC Universe Entertainment             | Yamy                    | 83                      | 125                     |
| 5                       | Con nhà người ta        | master key / ear attack                        | Đứa Trẻ Bản Xứ          | Vương Nhất Bác          | Emperor Entertainment Group           | Hứa Tĩnh Vận            | 250                     | 125                     |
| 5                       | Con nhà người ta        | master key / ear attack                        | Đứa Trẻ Bản Xứ          | Vương Nhất Bác          | OACA                                  | Lý Tử Tuyền             | 249                     | 125                     |
| 5                       | Con nhà người ta        | master key / ear attack                        | Đứa Trẻ Bản Xứ          | Vương Nhất Bác          | Universal Music Taiwan (Record label) | Trần Phương Ngữ         | 69                      | 125                     |
| 5                       | Con nhà người ta        | master key / ear attack                        | Đứa Trẻ Bản Xứ          | Vương Nhất Bác          | T-Trainee Culture                     | Ngô Ánh Hương           | 59                      | 125                     |
| 5                       | Con nhà người ta        | master key / ear attack                        | Đứa Trẻ Bản Xứ          | Vương Nhất Bác          | Ivy Culture                           | Lộc Tiểu Thảo           | 33                      | 125                     |
| 6                       | Giỏi lắm                | Alina Smith / Annalise Morelli / Ingemar Aberg | Một Nồi Thập Cẩm        | Ngụy Đại Huân           | Qigu Culture                          | Lại Mỹ Vân              | 361                     | 85                      |
| 6                       | Giỏi lắm                | Alina Smith / Annalise Morelli / Ingemar Aberg | Một Nồi Thập Cẩm        | Ngụy Đại Huân           | Thực tập sinh tự do                   | Vương Cúc               | 171                     | 85                      |
| 6                       | Giỏi lắm                | Alina Smith / Annalise Morelli / Ingemar Aberg | Một Nồi Thập Cẩm        | Ngụy Đại Huân           | DongLun Media                         | Vương Mạc Hàm           | 102                     | 85                      |
| 6                       | Giỏi lắm                | Alina Smith / Annalise Morelli / Ingemar Aberg | Một Nồi Thập Cẩm        | Ngụy Đại Huân           | Long WuTian Culture                   | Đoàn Áo Quyên           | 90                      | 85                      |
| 6                       | Giỏi lắm                | Alina Smith / Annalise Morelli / Ingemar Aberg | Một Nồi Thập Cẩm        | Ngụy Đại Huân           | JC Universe Entertainment             | La Di Điềm              | 44                      | 85                      |
| 6                       | Giỏi lắm                | Alina Smith / Annalise Morelli / Ingemar Aberg | Một Nồi Thập Cẩm        | Ngụy Đại Huân           | K-L Entertainment                     | Triệu Nghiêu Kha        | 40                      | 85                      |

| Xếp hạng tập 8 | Xếp hạng tập 8    | Xếp hạng tập 8               | Xếp hạng tập 8 | Xếp hạng tập 8 |
| Hạng           | Tên               | Công ty                      | Bình chọn      | Thay đổi       |
| -------------- | ----------------- | ---------------------------- | -------------- | -------------- |
| 1              | Mạnh Mỹ Kỳ        | Yuehua Entertainment         | 22,330,240     | –              |
| 2              | Vương Cúc         | Thực tập sinh tự do          | 21,654,116     | ↑21            |
| 3              | Ngô Tuyên Nghi    | Yuehua Entertainment         | 20,982,910     | –              |
| 4              | Đoàn Áo Quyên     | Long WuTian Culture          | 20,670,415     | ↑1             |
| 5              | Lý Tử Đình        | Huaying Yixing               | 19,940,873     | ↑1             |
| 6              | Yamy              | JC Universe Entertainment    | 19,302,784     | ↓2             |
| 7              | Lại Mỹ Vân        | Qigu Culture                 | 19,000,582     | ↑7             |
| 8              | Cao Thu Tử        | Zimei Tao Culture            | 18,643,278     | ↑3             |
| 9              | Dương Siêu Việt   | Wenlan Culture               | 17,759,246     | ↓7             |
| 10             | Trương Tử Ninh    | Mavericks Entertainment      | 17,738,413     | ↓3             |
| 11             | Sunnee            | K-L Entertainment            | 17,594,086     | ↓3             |
| 12             | Phó Tinh          | Banana Culture Entertainment | 17,453,074     | ↓3             |
| 13             | Cao Dĩnh Hy       | SDT Entertainment            | 16,102,329     | ↓1             |
| 14             | Lưu Nhân Ngữ      | ETM Academy                  | 15,336,834     | ↑1             |
| 15             | Từ Mộng Khiết     | Zimei Tao Culture            | 15,240,920     | ↑1             |
| 16             | Lữ Tiểu Vũ        | Mango Entertainment          | 15,178,183     | ↑4             |
| 17             | Cường Đông Nguyệt | Banana Culture Entertainment | 13,701,917     | ↓7             |
| 18             | Thích Nghiên Địch | Huayi Brothers               | 13,701,849     | ↓1             |
| 19             | Triệu Nghiêu Kha  | K-L Entertainment            | 13,006,460     | ↓1             |
| 20             | Hứa Tĩnh Vận      | Emperor Entertainment Group  | 12,463,797     | ↑11            |
| 21             | Tô Nhuế Manh      | ETM Academy                  | 11,561,237     | ↑8             |
| 22             | Tưởng Thân        | Qigu Culture                 | 11,310,492     | ↑3             |
| 23             | Lý Tử Tuyền       | OACA                         | 10,847,986     | ↓10            |
| 24             | Trần Phương Ngữ   | Huakai Banxia Culture        | 10,409,074     | ↓5             |
| 25             | Trần Ý Hàm        | JOY Entertainment            | 7,667,784      | ↑10            |
| 26             | Ngô Ánh Hương     | T-Trainee Culture            | 5,021,243      | –              |
| 27             | Ngô Thiên Doanh   | SDT Entertainment            | 4,355,943      | ↓3             |
| 28             | Phạm Vy           | YY Media                     | 2,679,428      | ↑5             |
| 29             | Vương Mạc Hàm     | DongLun Media                | 2,262,438      | ↓8             |
| 30             | Lộc Tiểu Thảo     | Ivy Culture                  | 1,883,329      | ↓2             |
| 31             | Ngụy Cẩn          | JC Universe Entertainment    | 1,718,065      | ↓4             |
| 32             | Vương Đình        | Poodoo Entertainment         | 1,649,378      | ↑2             |
| 33             | Tiêu Mạn Đình     | Sanmei Entertainment         | 1,559,222      | ↓11            |
| 34             | Lưu Đan Manh      | ReDu Music                   | 1,462,819      | ↑2             |
| 35             | La Di Điềm        | JC Universe Entertainment    | 1,329,728      | ↓5             |
| 36             | La Dịch Giai      | ETM Academy                  | 755,516        | ↓4             |

### Tập 9
- Khách mời đặc biệt: Hoàng Bột.
- Lớp học của Hoàng Bột.
- Lễ xếp hạng thứ 3 (vòng loại trừ thứ 4): Từ 1 đến 11 được xếp lớp lại là A và từ 12 đến 22 được xếp lớp lại là B, hủy lớp C và loại bỏ người hạng từ 23 đến 36.
- Gặp mặt người sáng lập nhóm nhạc nữ.
- DIY làm bánh với Hoàng Bột, phát VCR của gia đình mỗi thành viên.
- Đưa ra nhiệm vụ đêm chung kết, lựa chọn bài hát.

| Xếp hạng tập 9 (Lễ xếp hạng thứ 3) | Xếp hạng tập 9 (Lễ xếp hạng thứ 3) | Xếp hạng tập 9 (Lễ xếp hạng thứ 3)    | Xếp hạng tập 9 (Lễ xếp hạng thứ 3) | Xếp hạng tập 9 (Lễ xếp hạng thứ 3) |
| Hạng                               | Tên                                | Công ty                               | Bình chọn                          | Thay đổi                           |
| Lớp A（Hạng 1-11）                 | Lớp A（Hạng 1-11）                 | Lớp A（Hạng 1-11）                    | Lớp A（Hạng 1-11）                 | Lớp A（Hạng 1-11）                 |
| ---------------------------------- | ---------------------------------- | ------------------------------------- | ---------------------------------- | ---------------------------------- |
| 1                                  | Mạnh Mỹ Kỳ                         | Yuehua Entertainment                  | 40,288,427                         | –                                  |
| 2                                  | Vương Cúc                          | Thực tập sinh tự do                   | 39,024,259                         | –                                  |
| 3                                  | Ngô Tuyên Nghi                     | Yuehua Entertainment                  | 38,713,769                         | –                                  |
| 4                                  | Yamy                               | JC Universe Entertainment             | 35,958,168                         | ↑2                                 |
| 5                                  | Đoàn Áo Quyên                      | Long WuTian Culture                   | 35,687,166                         | ↓1                                 |
| 6                                  | Lý Tử Đình                         | Huaying Yixing                        | 35,568,999                         | ↓1                                 |
| 7                                  | Dương Siêu Việt                    | Wenlan Culture                        | 33,597,574                         | ↑2                                 |
| 8                                  | Trương Tử Ninh                     | Mavericks Entertainment               | 33,324,944                         | ↑2                                 |
| 9                                  | Lại Mỹ Vân                         | Qigu Culture                          | 32,475,893                         | ↓2                                 |
| 10                                 | Cao Thu Tử                         | Zimei Tao Culture                     | 31,652,722                         | ↓2                                 |
| 11                                 | Sunnee                             | K-L Entertainment                     | 30,762,258                         | –                                  |
| Lớp B（Hạng 12-22）                |                                    |                                       |                                    |                                    |
| 12                                 | Phó Tinh                           | Banana Culture Entertainment          | 30,587,172                         | –                                  |
| 13                                 | Cao Dĩnh Hy                        | SDT Entertainment                     | 27,954,563                         | –                                  |
| 14                                 | Lưu Nhân Ngữ                       | ETM Academy                           | 26,378,599                         | –                                  |
| 15                                 | Thích Nghiên Địch                  | Huayi Brothers                        | 25,087,649                         | ↑3                                 |
| 16                                 | Từ Mộng Khiết                      | Zimei Tao Culture                     | 24,651,659                         | ↓1                                 |
| 17                                 | Lý Tử Tuyền                        | OACA                                  | 24,271,137                         | ↑6                                 |
| 18                                 | Lữ Tiểu Vũ                         | Mango Entertainment                   | 24,244,573                         | ↓2                                 |
| 19                                 | Ngô Ánh Hương                      | T-Trainee Culture                     | 19,465,727                         | ↑7                                 |
| 20                                 | Cường Đông Nguyệt                  | Banana Culture Entertainment          | 17,929,342                         | ↓3                                 |
| 21                                 | Trần Ý Hàm                         | JOY Entertainment                     | 17,375,388                         | ↑4                                 |
| 22                                 | Hứa Tĩnh Vận                       | Emperor Entertainment Group           | 17,227,753                         | ↓2                                 |
| Bị loại                            |                                    |                                       |                                    |                                    |
| 23                                 | Tưởng Thân                         | Qigu Culture                          | 16,243,854                         | ↓1                                 |
| 24                                 | Triệu Nghiêu Kha                   | K-L Entertainment                     | 15,827,435                         | ↓5                                 |
| 25                                 | Tô Nhuế Manh                       | ETM Academy                           | 15,065,426                         | ↓4                                 |
| 26                                 | Trần Phương Ngữ                    | Universal Music Taiwan (Record label) | 14,894,664                         | ↓2                                 |
| 27                                 | Ngô Thiên Doanh                    | SDT Entertainment                     | 9,465,727                          | –                                  |
| 28                                 | Phạm Vy                            | YY Media                              | 5,223,801                          | –                                  |
| 29                                 | Vương Mạc Hàm                      | DongLun Media                         | 4,028,079                          | –                                  |
| 30                                 | Ngụy Cẩn                           | JC Universe Entertainment             | 3,446,638                          | ↑1                                 |
| 31                                 | Vương Đình                         | Poodoo Entertainment                  | 3,227,676                          | ↑1                                 |
| 32                                 | Lộc Tiểu Thảo                      | Ivy Culture                           | 3,123,288                          | ↓2                                 |
| 33                                 | Lưu Đan Manh                       | ReDu Music                            | 2,822,561                          | ↑1                                 |
| 34                                 | La Di Điềm                         | JC Universe Entertainment             | 2,705,547                          | ↑1                                 |
| 35                                 | Tiêu Mạn Đình                      | Sanmei Entertainment                  | 2,665,452                          | ↓2                                 |
| 36                                 | La Dịch Giai                       | ETM Academy                           | 1,281,532                          | –                                  |

### Tập 10
- Phát sóng trực tiếp, trận chung kết: lễ xếp hạng cuối cùng (vòng loại trừ cuối, xác định các thành viên trong nhóm)..
- Người điều hành buổi lễ: Hoàng Bột, Hầu Bội Sầm.
- Nhân chứng: Liêu Phàm, Bành Vu Yến, Khương Văn.
- Khách mời biểu diễn: Lý Vũ Xuân ''Thịnh Hành'', ''Dã man sinh trưởng''.

| \| Thứ tự \| Công ty \| Tên \| 17/6 \| 18/6 \| 19/6 \| 20/6 \| 21/6 \| 22/6 \| 23/6 12:00 \| 23/6 20:00 \| \| ------ \| ---------------------------- \| ----------------- \| ---- \| ---- \| ---- \| ---- \| ---- \| ---- \| ---------- \| ---------- \| \| 1 \| Yuehua Entertainment \| Mạnh Mỹ Kỳ \| 2 \| 1 \| 1 \| 2 \| 2 \| 1 \| 1 \| ↓ \| \| 2 \| Thực tập sinh tự do \| Vương Cúc \| 14 \| 16 \| 18 \| 18 \| 15 \| 16 \| 16 \| ↑ \| \| 3 \| Yuehua Entertainment \| Ngô Tuyên Nghi \| 1 \| 2 \| 2 \| 1 \| 1 \| 2 \| 2 \| 1 \| \| 4 \| JC Universe Entertainment \| Yamy \| 4 \| 3 \| 4 \| 6 \| 5 \| 4 \| 4 \| ↓ \| \| 5 \| Long WuTian Culture \| Đoàn Úc Quyên \| 3 \| 5 \| 5 \| 4 \| 4 \| 5 \| 6 \| 6 \| \| 6 \| Huaying Yixing \| Lý Tử Đình \| 5 \| 6 \| 6 \| 8 \| 7 \| 6 \| 8 \| ↓ \| \| 7 \| Wenlan Culture \| Dương Siêu Việt \| 8 \| 4 \| 3 \| 3 \| 3 \| 3 \| 3 \| 3 \| \| 8 \| Mavericks Entertainment \| Trương Tử Ninh \| 10 \| 9 \| 7 \| 9 \| 8 \| 7 \| 5 \| ↑ \| \| 9 \| Qigu Culture \| Lại Mỹ Vân \| 7 \| 8 \| 9 \| 5 \| 6 \| 10 \| 7 \| ↑ \| \| 10 \| Zimei Tao Culture \| Cao Thu Tử \| 11 \| 12 \| 14 \| 14 \| 13 \| 14 \| 15 \| ↓ \| \| 11 \| K-L Entertainment \| Sunnee \| 15 \| 14 \| 15 \| 15 \| 14 \| 13 \| 11 \| ↑ \| \| 12 \| Banana Culture Entertainment \| Phó Tinh \| 6 \| 7 \| 8 \| 10 \| 9 \| 8 \| 9 \| 9 \| \| 13 \| SDT Entertainment \| Cao Dĩnh Hy \| 13 \| 13 \| 16 \| 17 \| 17 \| 18 \| 18 \| ↑ \| \| 14 \| ETM Academy \| Lưu Nhân Ngữ \| 9 \| 10 \| 11 \| 12 \| 11 \| 9 \| 12 \| ↓ \| \| 15 \| Huayi Brothers \| Thích Nghiên Địch \| 16 \| 15 \| 13 \| 13 \| 16 \| 17 \| 17 \| ↓ \| \| 16 \| Zimei Tao Culture \| Từ Mộng Khiết \| 12 \| 11 \| 10 \| 11 \| 10 \| 11 \| 10 \| 11 \| \| 17 \| OACA \| Lý Tử Tuyền \| 17 \| 17 \| 12 \| 7 \| 12 \| 12 \| 13 \| ↓ \| \| 18 \| Mango Entertainment \| Lữ Tiểu Vũ \| 18 \| 18 \| 19 \| 19 \| 19 \| 20 \| 20 \| ↑ \| \| 19 \| T-Trainee Culture \| Ngô Ánh Hương \| 22 \| 22 \| 22 \| 22 \| 22 \| 22 \| 22 \| 22 \| \| 20 \| Banana Culture Entertainment \| Cường Đông Nguyệt \| 21 \| 21 \| 21 \| 21 \| 21 \| 21 \| 21 \| 21 \| \| 21 \| JOY Entertainment \| Trần Ý Hàm \| 19 \| 19 \| 20 \| 20 \| 20 \| 15 \| 14 \| ↑ \| \| 22 \| Emperor Entertainment Group \| Hứa Tĩnh Vận \| 20 \| 20 \| 17 \| 16 \| 18 \| 19 \| 19 \| 20 \| |                              |                   |      |      |      |      |      |      |            |            |
| Thứ tự | Công ty                      | Tên               | 17/6 | 18/6 | 19/6 | 20/6 | 21/6 | 22/6 | 23/6 12:00 | 23/6 20:00 |
| 1 | Yuehua Entertainment         | Mạnh Mỹ Kỳ        | 2    | 1    | 1    | 2    | 2    | 1    | 1          | ↓          |
| 2 | Thực tập sinh tự do          | Vương Cúc         | 14   | 16   | 18   | 18   | 15   | 16   | 16         | ↑          |
| 3 | Yuehua Entertainment         | Ngô Tuyên Nghi    | 1    | 2    | 2    | 1    | 1    | 2    | 2          | 1          |
| 4 | JC Universe Entertainment    | Yamy              | 4    | 3    | 4    | 6    | 5    | 4    | 4          | ↓          |
| 5 | Long WuTian Culture          | Đoàn Úc Quyên     | 3    | 5    | 5    | 4    | 4    | 5    | 6          | 6          |
| 6 | Huaying Yixing               | Lý Tử Đình        | 5    | 6    | 6    | 8    | 7    | 6    | 8          | ↓          |
| 7 | Wenlan Culture               | Dương Siêu Việt   | 8    | 4    | 3    | 3    | 3    | 3    | 3          | 3          |
| 8 | Mavericks Entertainment      | Trương Tử Ninh    | 10   | 9    | 7    | 9    | 8    | 7    | 5          | ↑          |
| 9 | Qigu Culture                 | Lại Mỹ Vân        | 7    | 8    | 9    | 5    | 6    | 10   | 7          | ↑          |
| 10 | Zimei Tao Culture            | Cao Thu Tử        | 11   | 12   | 14   | 14   | 13   | 14   | 15         | ↓          |
| 11 | K-L Entertainment            | Sunnee            | 15   | 14   | 15   | 15   | 14   | 13   | 11         | ↑          |
| 12 | Banana Culture Entertainment | Phó Tinh          | 6    | 7    | 8    | 10   | 9    | 8    | 9          | 9          |
| 13 | SDT Entertainment            | Cao Dĩnh Hy       | 13   | 13   | 16   | 17   | 17   | 18   | 18         | ↑          |
| 14 | ETM Academy                  | Lưu Nhân Ngữ      | 9    | 10   | 11   | 12   | 11   | 9    | 12         | ↓          |
| 15 | Huayi Brothers               | Thích Nghiên Địch | 16   | 15   | 13   | 13   | 16   | 17   | 17         | ↓          |
| 16 | Zimei Tao Culture            | Từ Mộng Khiết     | 12   | 11   | 10   | 11   | 10   | 11   | 10         | 11         |
| 17 | OACA                         | Lý Tử Tuyền       | 17   | 17   | 12   | 7    | 12   | 12   | 13         | ↓          |
| 18 | Mango Entertainment          | Lữ Tiểu Vũ        | 18   | 18   | 19   | 19   | 19   | 20   | 20         | ↑          |
| 19 | T-Trainee Culture            | Ngô Ánh Hương     | 22   | 22   | 22   | 22   | 22   | 22   | 22         | 22         |
| 20 | Banana Culture Entertainment | Cường Đông Nguyệt | 21   | 21   | 21   | 21   | 21   | 21   | 21         | 21         |
| 21 | JOY Entertainment            | Trần Ý Hàm        | 19   | 19   | 20   | 20   | 20   | 15   | 14         | ↑          |
| 22 | Emperor Entertainment Group  | Hứa Tĩnh Vận      | 20   | 20   | 17   | 16   | 18   | 19   | 19         | 20         |

| Nội dung tiết mục tập 10 | Nội dung tiết mục tập 10      | Nội dung tiết mục tập 10 | Nội dung tiết mục tập 10     | Nội dung tiết mục tập 10 |
| Hạng mục                 | Ca khúc                       | Bản gốc                  | Công ty                      | Tên                      |
| ------------------------ | ----------------------------- | ------------------------ | ---------------------------- | ------------------------ |
| Vũ đạo                   | Instruction                   | Jax Jones                | SDT Entertainment            | Cao Dĩnh Hy              |
| Vũ đạo                   | Burnin' up                    | Janet Jackson            | Zimei Tao Culture            | Từ Mộng Khiết            |
| Vũ đạo                   | Don't love you anymore        | DEXTER KING              | Yuehua Entertainment         | Ngô Tuyên Nghi           |
| Vũ đạo                   | Good luck                     | Basement Jaxx            | Yuehua Entertainment         | Mạnh Mỹ Kỳ               |
| Vũ đạo                   | Milkshake                     | Kelis                    | JC Universe Entertainment    | Yamy                     |
| Vũ đạo                   | Lap tap love                  | koyori, Hatsune Miku     | Wenlan Culture               | Dương Siêu Việt          |
| Vũ đạo                   | Greedy                        | Ariana Grande            | Qigu Culture                 | Lại Mỹ Vân               |
| Vũ đạo                   | Bad girls (Switch Remix)      | M.I.A                    | Thực tập sinh tự do          | Vương Cúc                |
| Vũ đạo                   | Drama (Party Favor Remix)     | Bro Safari, UFO!         | OACA                         | Lý Tử Tuyền              |
| Vũ đạo                   | Unconditionally               | Katy Perry               | Mango Entertainment          | Lữ Tiểu Vũ               |
| Thanh nhạc               | Thời điểm thích hợp           | Úc Khả Duy               | Banana Culture Entertainment | Phó Tinh                 |
| Thanh nhạc               | Nhìn thấy nơi xa nhất         | Trương Thiều Hàm         | Long WuTian Culture          | Đoàn Áo Quyên            |
| Thanh nhạc               | Người đặc biệt                | Phương Đại Đồng          | K-L Entertainment            | Sunnee                   |
| Thanh nhạc               | Càng trưởng thành càng cô đơn | Milk Coffee              | ETM Academy                  | Lưu Nhân Ngữ             |
| Thanh nhạc               | Wildest Dreams                | Taylor Swift             | JOY Entertainment            | Trần Ý Hàm               |
| Thanh nhạc               | Cảm ơn bạn                    | Lý Đại Mạt               | Zimei Tao Culture            | Cao Thu Tử               |
| Thanh nhạc               | Ký ức độc quyền               | Trần Tiểu Xuân           | Mavericks Entertainment      | Trương Tử Ninh           |
| Thanh nhạc               | Ông hoàng nhạc K              | Trần Dịch Tấn            | Emperor Entertainment Group  | Hứa Tĩnh Vận             |
| Thanh nhạc               | Hero                          | Mariah Carey             | T-Trainee Culture            | Ngô Ánh Hương            |
| Thanh nhạc               | Reflection                    | Christina Aguilera       | Huaying Yixing               | Lý Tử Đình               |
| Thanh nhạc               | Vì anh vô điều kiện           | Lương Tịnh Như           | Huayi Brothers               | Thích Nghiên Địch        |
| Thanh nhạc               | Con đường                     | Đới Bội Ni               | Banana Culture Entertainment | Cường Đông Nguyệt        |

| Nội dung tiết mục tập 10 (Lần 2) | Nội dung tiết mục tập 10 (Lần 2) | Nội dung tiết mục tập 10 (Lần 2) |
| Ca khúc                          | Công ty                          | Thành viên                       |
| -------------------------------- | -------------------------------- | -------------------------------- |
| Ngược gió                        | Thực tập sinh tự do              | Vương Cúc                        |
| Ngược gió                        | JC Universe Entertainment        | Yamy                             |
| Ngược gió                        | Long WuTian Culture              | Đoàn Áo Quyên                    |
| Ngược gió                        | Qigu Culture                     | Lại Mỹ Vân                       |
| Ngược gió                        | Zimei Tao Culture                | Cao Thu Tử                       |
| Ngược gió                        | K-L Entertainment                | Sunnee                           |
| Ngược gió                        | Banana Culture Entertainment     | Phó Tinh                         |
| Ngược gió                        | ETM Academy                      | Lưu Nhân Ngữ                     |
| Ngược gió                        | OACA                             | Lý Tử Tuyền                      |
| Ngược gió                        | Emperor Entertainment Group      | Hứa Tĩnh Vận                     |
| Ngược gió                        | Yuehua Entertainment             | Ngô Tuyên Nghi                   |
| Chứa đựng                        | Yuehua Entertainment             | Mạnh Mỹ Kỳ                       |
| Chứa đựng                        | Huaying Yixing                   | Lý Tử Đình                       |
| Chứa đựng                        | Wenlan Culture                   | Dương Siêu Việt                  |
| Chứa đựng                        | Mavericks Entertainment          | Trương Tử Ninh                   |
| Chứa đựng                        | SDT Entertainment                | Cao Dĩnh Hy                      |
| Chứa đựng                        | Huayi Brothers                   | Thích Nghiên Địch                |
| Chứa đựng                        | Zimei Tao Culture                | Từ Mộng Khiết                    |
| Chứa đựng                        | Mango Entertainment              | Lữ Tiểu Vũ                       |
| Chứa đựng                        | T-Trainee Culture                | Ngô Ánh Hương                    |
| Chứa đựng                        | Banana Culture Entertainment     | Cường Đông Nguyệt                |
| Chứa đựng                        | JOY Entertainment                | Trần Ý Hàm                       |

| Xếp hạng tập 10 (Xác định thành viên nhóm) | Xếp hạng tập 10 (Xác định thành viên nhóm) | Xếp hạng tập 10 (Xác định thành viên nhóm) | Xếp hạng tập 10 (Xác định thành viên nhóm) | Xếp hạng tập 10 (Xác định thành viên nhóm) |
| Hạng                                       | Tên                                        | Công ty                                    | Bình chọn                                  | Thay đổi                                   |
| Được ra mắt (Hỏa tiễn thiếu nữ 101)        | Được ra mắt (Hỏa tiễn thiếu nữ 101)        | Được ra mắt (Hỏa tiễn thiếu nữ 101)        | Được ra mắt (Hỏa tiễn thiếu nữ 101)        | Được ra mắt (Hỏa tiễn thiếu nữ 101)        |
| ------------------------------------------ | ------------------------------------------ | ------------------------------------------ | ------------------------------------------ | ------------------------------------------ |
| 1                                          | Mạnh Mỹ Kỳ                                 | Yuehua Entertainment                       | 185,244,357                                | –                                          |
| 2                                          | Ngô Tuyên Nghi                             | Yuehua Entertainment                       | 181,533,349                                | ↑1                                         |
| 3                                          | Dương Siêu Việt                            | Wenlan Culture                             | 138,560,781                                | ↑4                                         |
| 4                                          | Đoàn Áo Quyên                              | Long WuTian Culture                        | 110,325,869                                | ↑1                                         |
| 5                                          | Yamy                                       | JC Universe Entertainment                  | 108,780,982                                | ↓1                                         |
| 6                                          | Lại Mỹ Vân                                 | Qigu Culture                               | 107,771,558                                | ↑3                                         |
| 7                                          | Tử Ninh                                    | Mavericks Entertainment                    | 107,630,613                                | ↑1                                         |
| 8                                          | Sunnee                                     | K-L Entertainment                          | 106,536,863                                | ↑3                                         |
| 9                                          | Lý Tử Đình                                 | Huaying Yixing                             | 86,063,212                                 | ↓3                                         |
| 10                                         | Phó Tinh                                   | Banana Culture Entertainment               | 84,513,609                                 | ↑2                                         |
| 11                                         | Từ Mộng Khiết                              | Zimei Tao Culture                          | 83,772,852                                 | ↑5                                         |
| Bị loại                                    |                                            |                                            |                                            |                                            |
| 12                                         | Lý Tử Tuyền                                | OACA                                       | 74,959,456                                 | ↑5                                         |
| 13                                         | Lưu Nhân Ngữ                               | ETM Academy                                | 71,191,950                                 | ↑1                                         |
| 14                                         | Trần Ý Hàm                                 | JOY Entertainment                          | 70,151,923                                 | ↑7                                         |
| 15                                         | Vương Cúc                                  | Thực tập sinh tự do                        | 63,008,441                                 | ↓13                                        |
| 16                                         | Cao Thu Tử                                 | Zimei Tao Culture                          | 61,896,081                                 | ↓6                                         |
| 17                                         | Cao Dĩnh Hy                                | SDT Entertainment                          | 60,936,364                                 | ↓4                                         |
| 18                                         | Thích Nghiên Địch                          | Huayi Brothers                             | 51,409,927                                 | ↓3                                         |
| 19                                         | Hứa Tĩnh Vận                               | Emperor Entertainment Group                | 44,982,128                                 | ↑3                                         |
| 20                                         | Lữ Tiểu Vũ                                 | Mango Entertainment                        | 39,476,785                                 | ↓2                                         |
| 21                                         | Cường Đông Nguyệt                          | Banana Culture Entertainment               | 33,232,639                                 | ↓1                                         |
| 22                                         | Ngô Ánh Hương                              | T-Trainee Culture                          | 29,297,036                                 | ↓3                                         |